# Pfaffenhofen an der Ilm

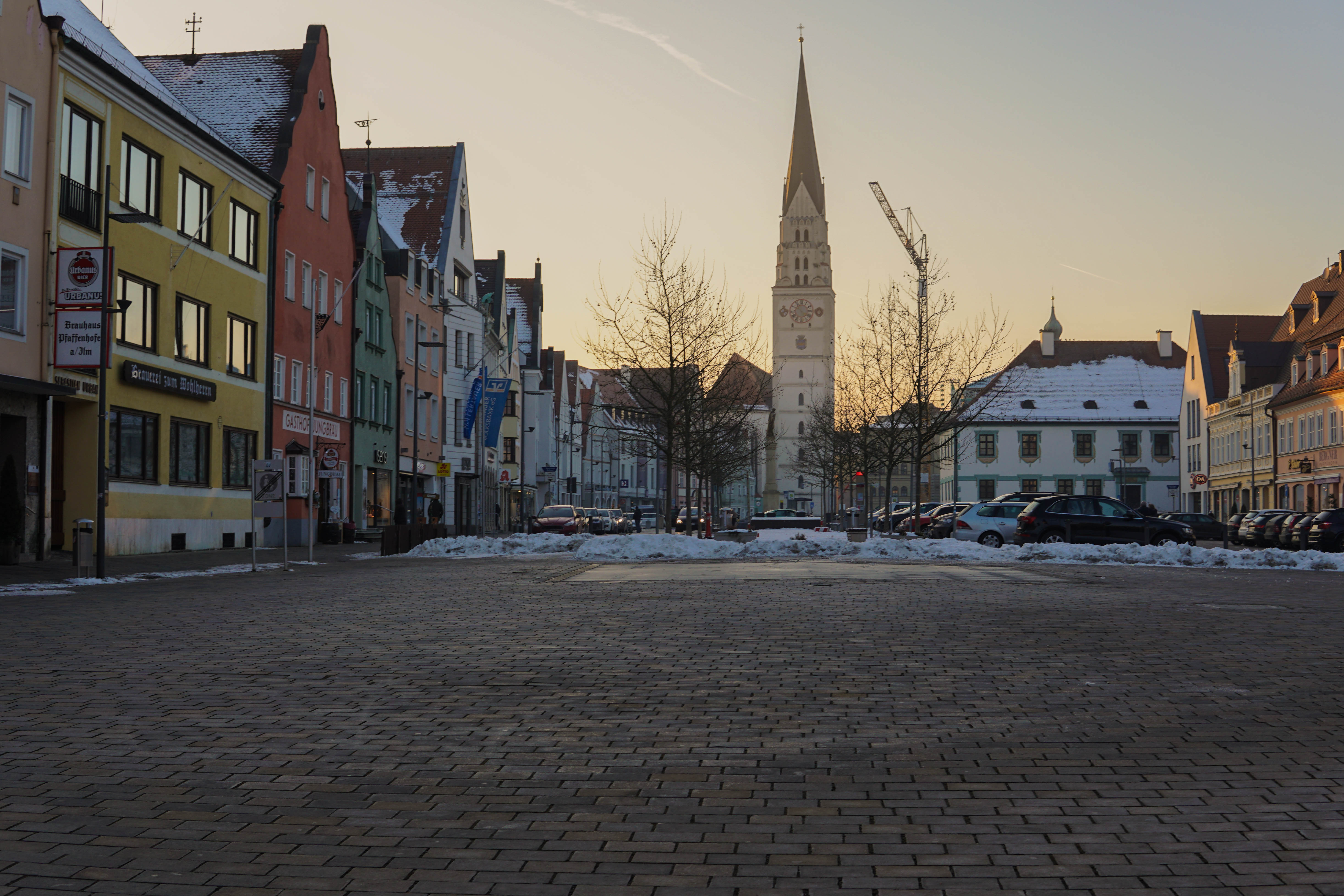
Ensemble am Hauptplatz im Winter 2016/2017

Pfaffenhofen an der Ilm (amtlich Pfaffenhofen a.d.Ilm; im Heimatdialekt Pfahofa) ist die Kreisstadt und größte Stadt des gleichnamigen Landkreises im Regierungsbezirk Oberbayern; sie ist eine von 13 sogenannten leistungsfähigen kreisangehörigen Gemeinden in Bayern.

## Geographie

### Lage

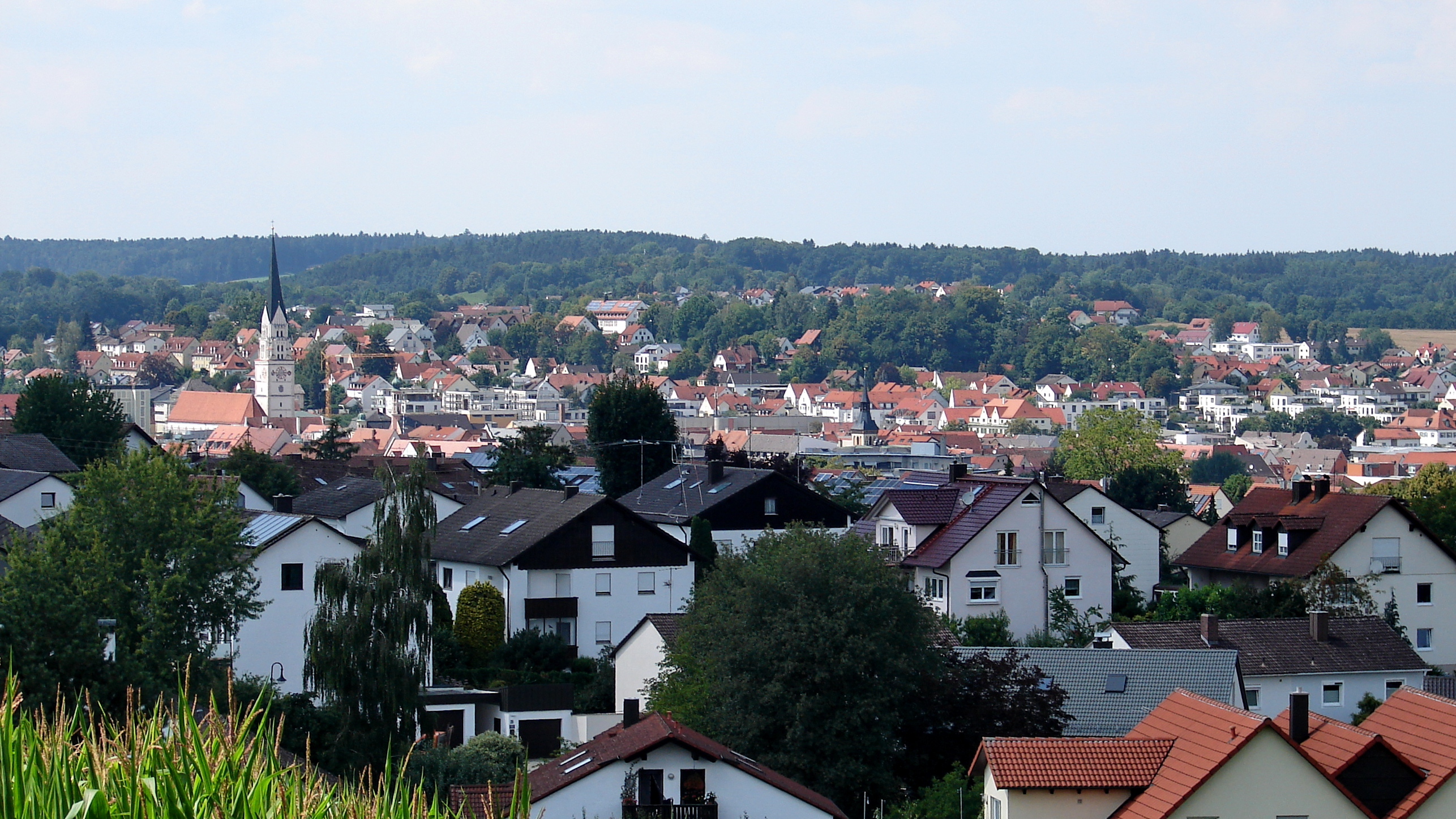
Stadtansicht von Osten

Pfaffenhofen an der Ilm liegt im Hopfenland Hallertau im Dreieck zwischen München, Ingolstadt und Augsburg.

### Gemeindeteile
Die Gemeinde hat 62 Gemeindeteile (in Klammern ist der Siedlungstyp angegeben), die sich folgendermaßen auf die 12 Gemarkungen auf dem Gemeindegebiet verteilen:
- Gemarkung Affalterbach
  - Affalterbach (Pfarrdorf)
  - Bachappen (Dorf)
  - Siebeneichmühle (Einöde)
- Gemarkung Angkofen
  - Angkofen (Kirchdorf)
  - Eutenhofen (Kirchdorf)
  - Gittenbach (Kirchdorf)
  - Grubhof (Einöde)
- Gemarkung Eberstetten
  - Eberstetten (Dorf)
  - Kuglhof (Weiler)
  - Siebenecken (Dorf)
  - Weihern (Dorf)
  - Zweckhof (Einöde)
- Gemarkung Ehrenberg
  - Ehrenberg (Pfarrdorf)
- Gemarkung Förnbach
  - Altkaslehen (Weiler)
  - Förnbach (Pfarrdorf)
  - Frechmühle (Einöde)
  - Riedhof (Einöde)
  - Seugen (Weiler)
  - Streitdorf (Dorf)
  - Thalhof (Weiler)
- Gemarkung Gundamsried
  - Eja (Weiler)
  - Gundamsried (Pfarrdorf)
  - Kleinreichertshofen (Kirchdorf)
  - Straßhof (Weiler)
- Gemarkung Haimpertshofen
  - Eckersberg (Dorf)
  - Haimpertshofen (Kirchdorf)
  - Heißmanning (Dorf)
  - Pallertshausen (Einöde)
  - Weingarten (Einöde)
- Gemarkung Niederscheyern
  - Höflmaier (Einöde)
  - Niederscheyern (Kirchdorf)
  - Radlhöfe (Weiler)
- Gemarkung Pfaffenhofen a.d.Ilm
  - Pfaffenhofen a.d.Ilm (Hauptort)
- Gemarkung Sulzbach
  - Brunnhof (Einöde)
  - Buchhof (Einöde)
  - Doderhof (Einöde)
  - Ebenhof (Einöde)
  - Fürholzen (Dorf)
  - Holzried (Weiler)
  - Kienhöfe (Weiler)
  - Kleinebenhof (Einöde)
  - Köhlhof (Einöde)
  - Menzenbach (Kirchdorf)
  - Menzenpriel (Einöde)
  - Pernzhof (Weiler)
  - Schabenberg (Weiler)
  - Sulzbach (Dorf)
  - Wolfsberg (Dorf)
- Gemarkung Tegernbach
  - Einödshof (Einöde)
  - Göbelsbach (Pfarrdorf)
  - Gumpersdorf (Einöde)
  - Langenwiesen (Einöde)
  - Tegernbach (Pfarrdorf)
  - Wasenstatt (Einöde)
  - Weyern (Weiler)
- Gemarkung Uttenhofen
  - Köglhaus (Einöde)
  - Uttenhofen (Pfarrdorf)
- Gemarkung Walkersbach
  - Berghof (Einöde)
  - Griesbach (Einöde)
  - Kreuzmühle (Einöde)
  - Walkersbach (Pfarrdorf)
  - Zierlmühle (Einöde)

## Geschichte

### Frühzeit und Altertum
Zwischen Pfaffenhofen und Niederscheyern befinden sich erste Siedlungsspuren aus der frühen Bronzezeit. Vor allem in Waldgebieten nördlich von Pfaffenhofen sind Grabhügel aus der Bronze- und älteren Eisenzeit erhalten. Viereckschanzen sind die einzigen Hinweise auf die keltische Besiedlung des Pfaffenhofener Umlandes.

### Mittelalter

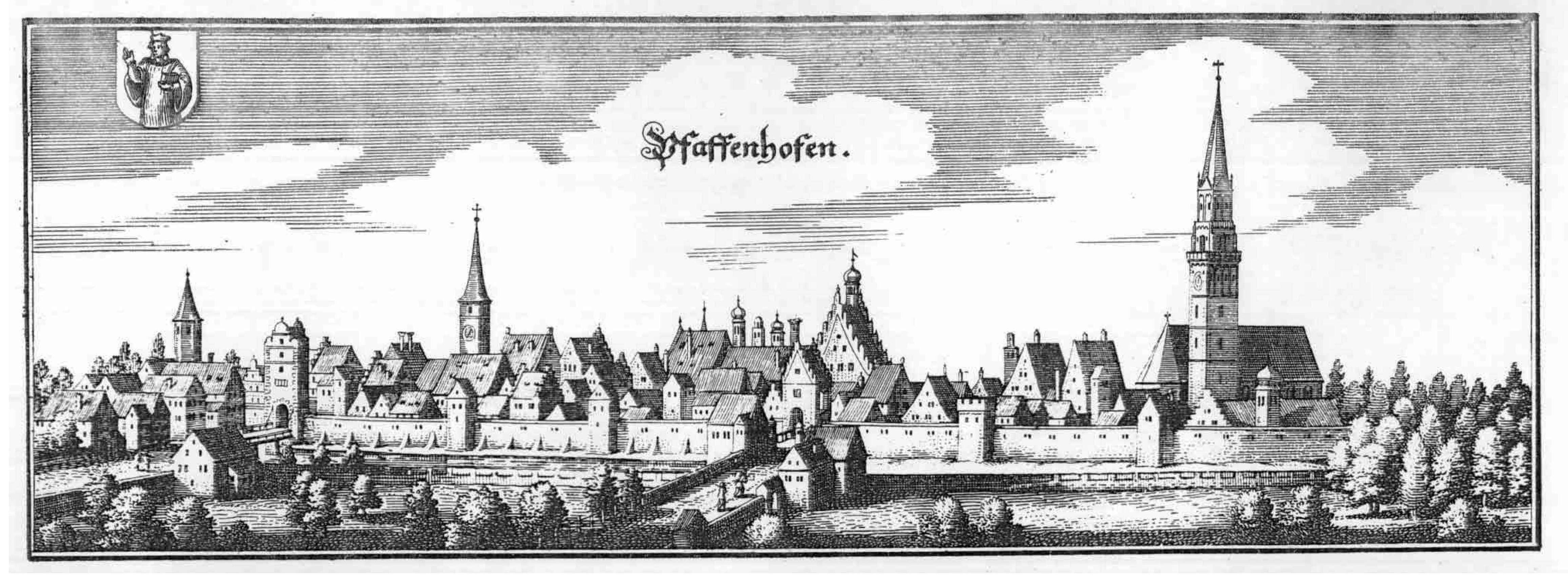
Ansicht Pfaffenhofens mit Stadtmauer von Norden aus, um 1665

Die Frühgeschichte Pfaffenhofens ist weitgehend unbekannt. Die Mehrzahl der Heimatforscher geht davon aus, dass Mönche des einstigen Benediktinerklosters Ilmmünster im 8. Jahrhundert die Pfaffenhöfe bei Altenstadt im jetzigen Norden der Stadt errichteten.
Urkundlich erstmals erwähnt wurde Pfaffenhofen im Jahre 1140. Die Bezeichnung Markt gibt es seit 1197.
Im 13. Jahrhundert ist die Dienstmannenburg „Trosberg“ auf einer Anhöhe bei Weihern belegt. 1318 wurde dem Markt Pfaffenhofen durch Ludwig den Bayern das Münchener Stadtrechtsbuch verliehen. Das älteste Siegel von Pfaffenhofen ist aus dem Jahr 1333 nachgewiesen. 1388 wurde Pfaffenhofen samt Kirche und Burg im großen Städtekrieg eingeäschert.
Im Jahr 1396 fand eine Fürstenhochzeit in Pfaffenhofen statt: Ernst, Sohn von Herzog Johann, heiratete Elisabeth, Tochter des Herzogs Barnabon von Mailand aus dem Haus Visconti.
„Heinrich der Pröchsel“ wurde im Jahr 1412 als Bürgermeister genannt. 1438 wurde Pfaffenhofen erstmals als Stadt erwähnt. Die Stadtbefestigung umfasst eine Mauer mit 17 Türmen und 4 gesicherten Toren.

### Frühe Neuzeit

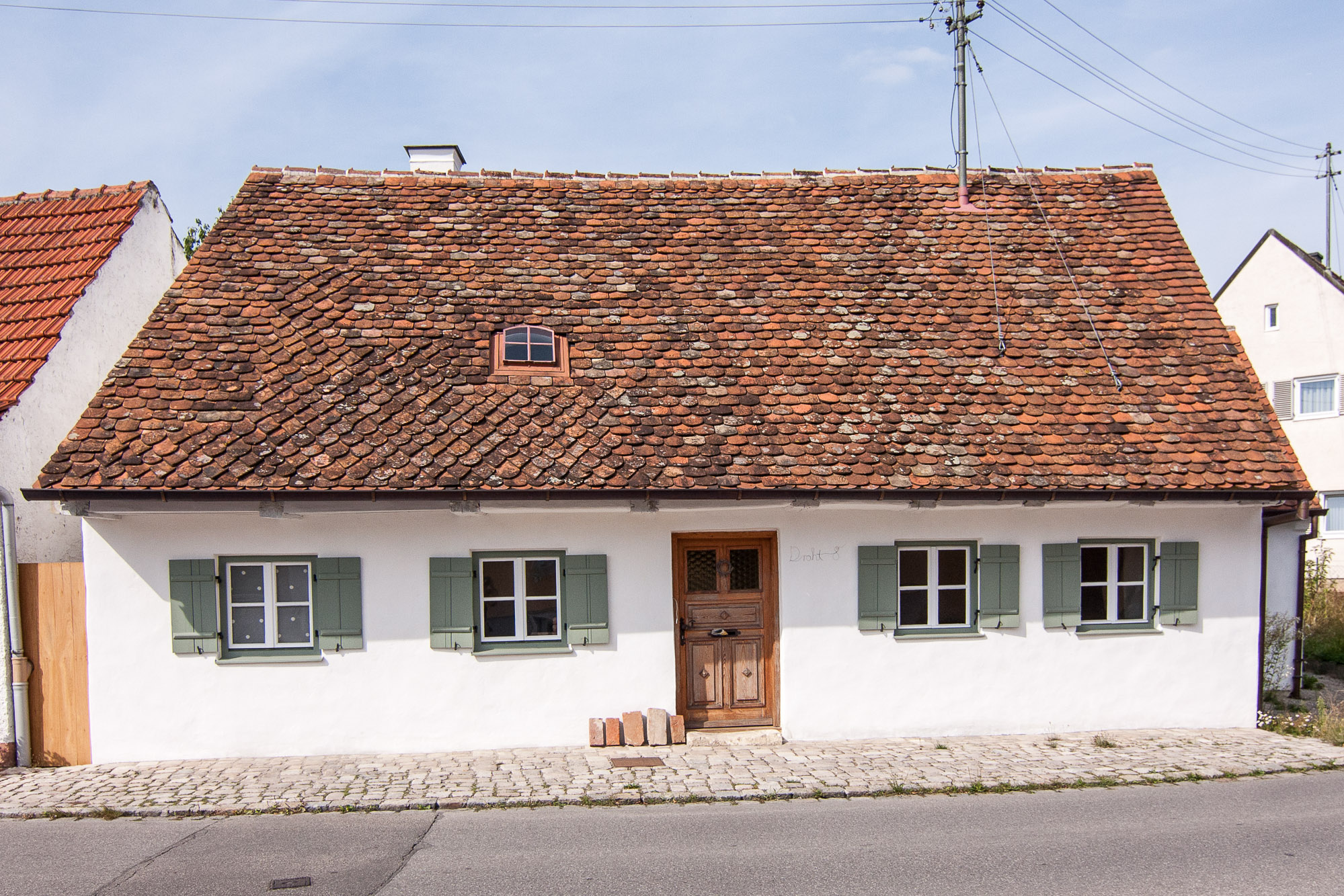
Weberhäusl in der Draht, 1705 errichtet, inzwischen aufwendig saniert

1632 bis 1634 brachte der Dreißigjährige Krieg starke Belastungen für die Bevölkerung in Pfaffenhofen; die grassierende Pest reduzierte die Einwohnerzahl erheblich.
Am 17. Juli 1704 wurde die Vorstadt Pfaffenhofens im Vorfeld der Schlacht bei Höchstädt von englischen Husaren angezündet. 43 Gebäude wurden ein Raub der Flammen, darunter auch der Vorgängerbau des Weberhäusls in der Draht.
Während des Österreichischen Erbfolgekriegs kam es am 15. April 1745 in der Nähe der Stadt zur Schlacht bei Pfaffenhofen, bei der die Österreicher eine französisch-bayerische Armee schlugen. Diese Niederlage zwang Bayern, aus der Allianz gegen Österreich auszuscheiden.

### 19. Jahrhundert

#### Königliche Stadt
Im Jahr 1806 wurde Pfaffenhofen im Zuge der politischen Entwicklung in der Napoleonischen Zeit – Bayern steigt zum Königreich auf – eine „königlich bayerische Stadt“. 1812 erhielt diese königliche Stadt Pfaffenhofen auch ein neues Wappen.

#### Berufsstruktur 1809
Die Stadt Pfaffenhofen hatte zu Beginn des 19. Jahrhunderts ein breites Spektrum an heute zum Teil unbekannten Gewerben aufzuweisen. 1809 gab es 69 verschiedene Berufe und 173 Gewerbetreibende. Bei damals 319 bestehenden Wohngebäuden waren damit mehr als 50 % der Hausvorstände in einem Gewerbe tätig.

#### Eisenbahnbau und Industrieansiedlung

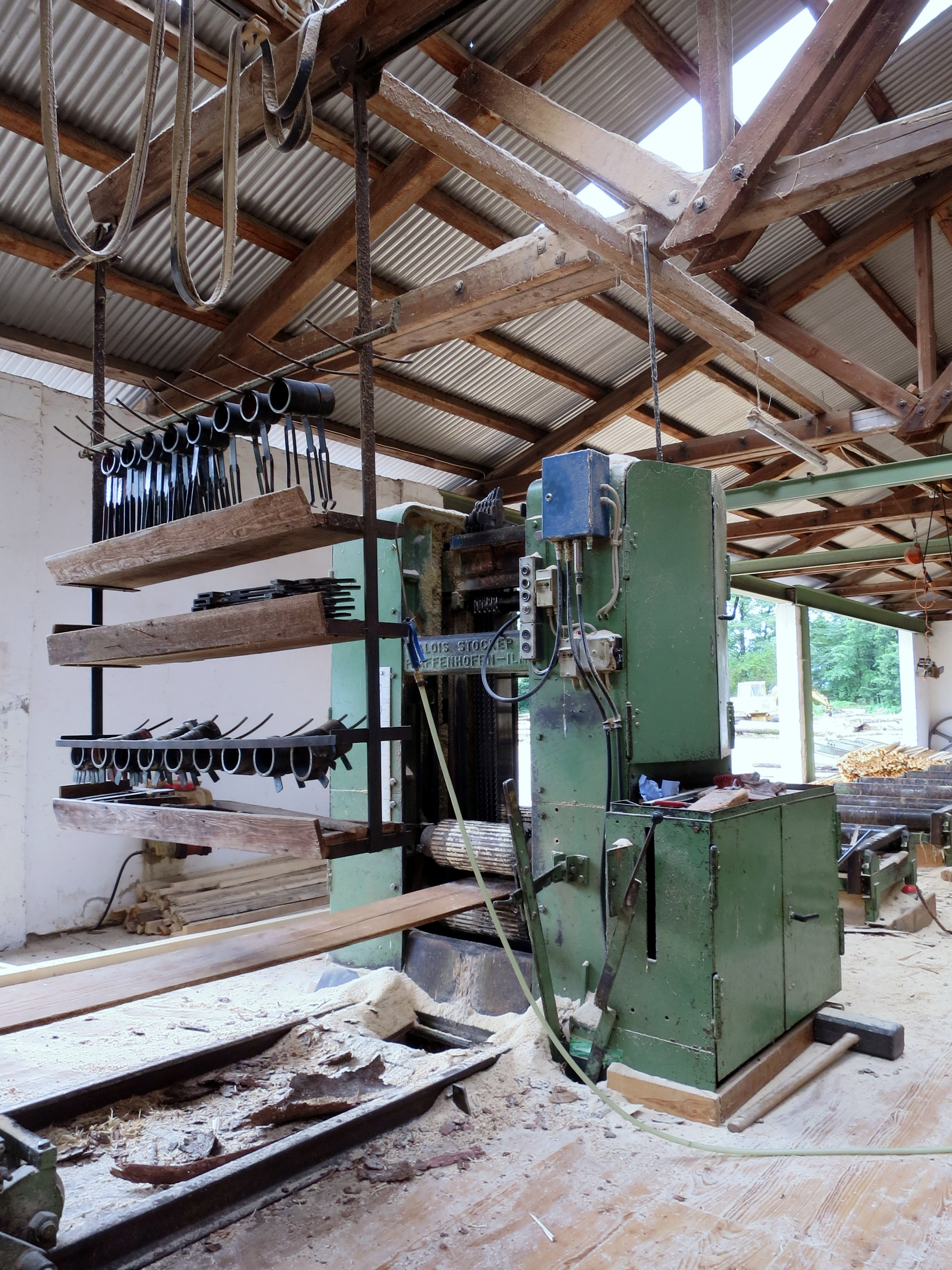
Gattersäge der Zierlmühle: Produkt der Firma Stocker

Mitte des 19. Jahrhunderts wurde eine „Postomnibus“-Linie eingerichtet, die mit einer Verbindung von München über Lohhof, Pfaffenhofen und weiter über Ingolstadt nach Eichstätt erste Verbesserungen brachte. Die entscheidende Entwicklung des Verkehrswesens und damit der Stadt Pfaffenhofen brachte das Jahr 1867 mit sich: die Inbetriebnahme der Eisenbahnlinie München–Ingolstadt mit einem Bahnhof in Pfaffenhofen. In der Folgezeit siedelten sich erste Maschinenfertigungsbetriebe in Bahnhofsnähe an. Die zunächst eingleisige Strecke wurde am 1. September 1891 auf zweigleisigen Betrieb umgestellt.
Ein Beispiel der Ansiedlung in Bahnhofsnähe ist die Maschinenfabrik Stocker. Ab dem frühen 19. Jahrhundert betrieben die Inhaber zunächst auf der Daselmühle bei Mitterscheyern eine Hammer- und Waffenschmiede. Im Jahr 1882 gründete Kaspar Stocker in Pfaffenhofen in der Münchener Straße 26 seine Fabrik, die Kreis- und Pendelsägen, Spaltgatter und weitere Maschinen und Einzelteile herstellte. Die Firma war bei der Weltausstellung Paris 1900 und erhielt dort eine Auszeichnung.

#### Neue Gebäude
1868 wurde das neue Rathaus eröffnet, das seitdem den Hauptplatz prägt. Zwei Schulgebäude folgten vor der Jahrhundertwende.

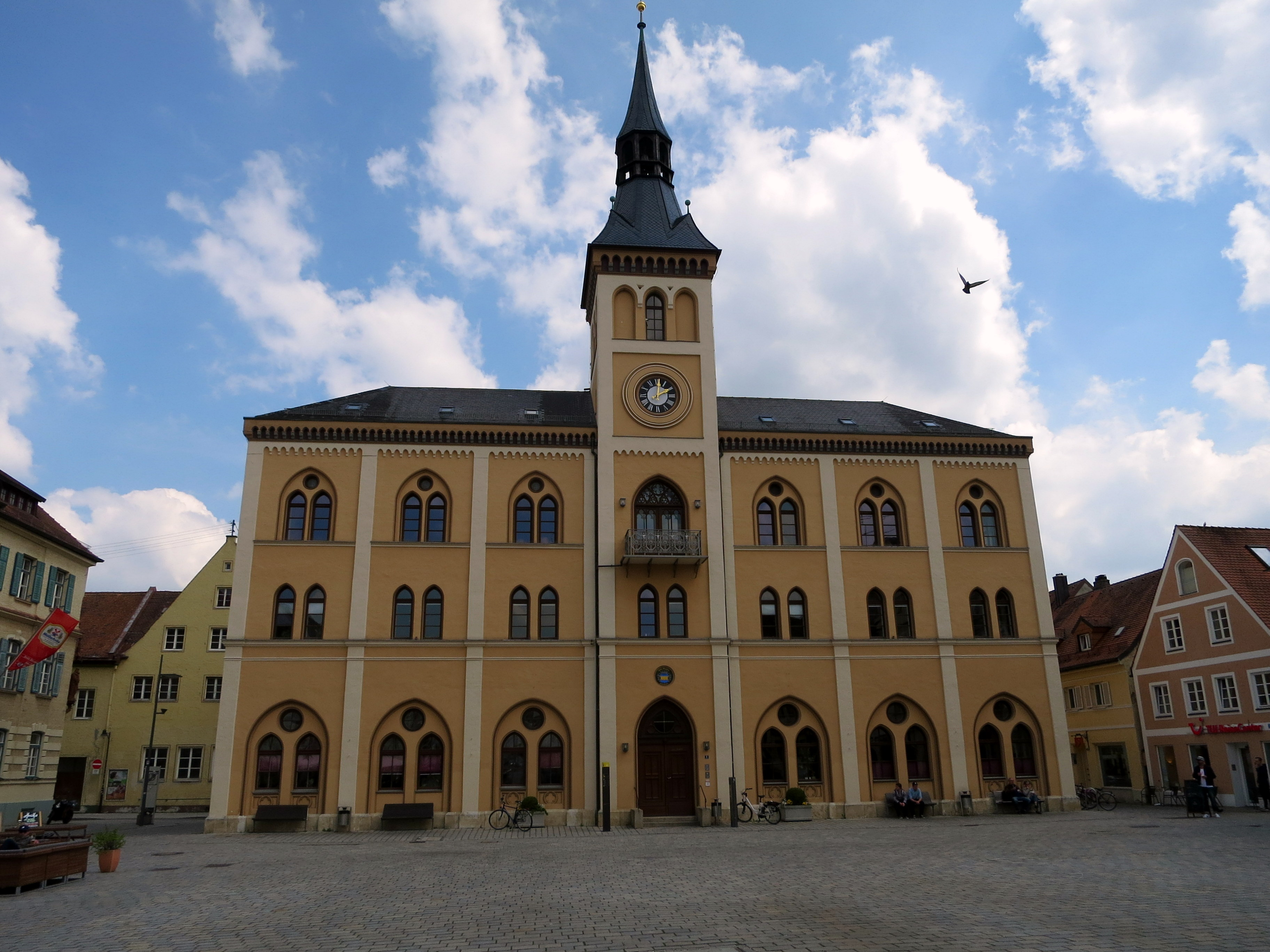
Rathaus 1868
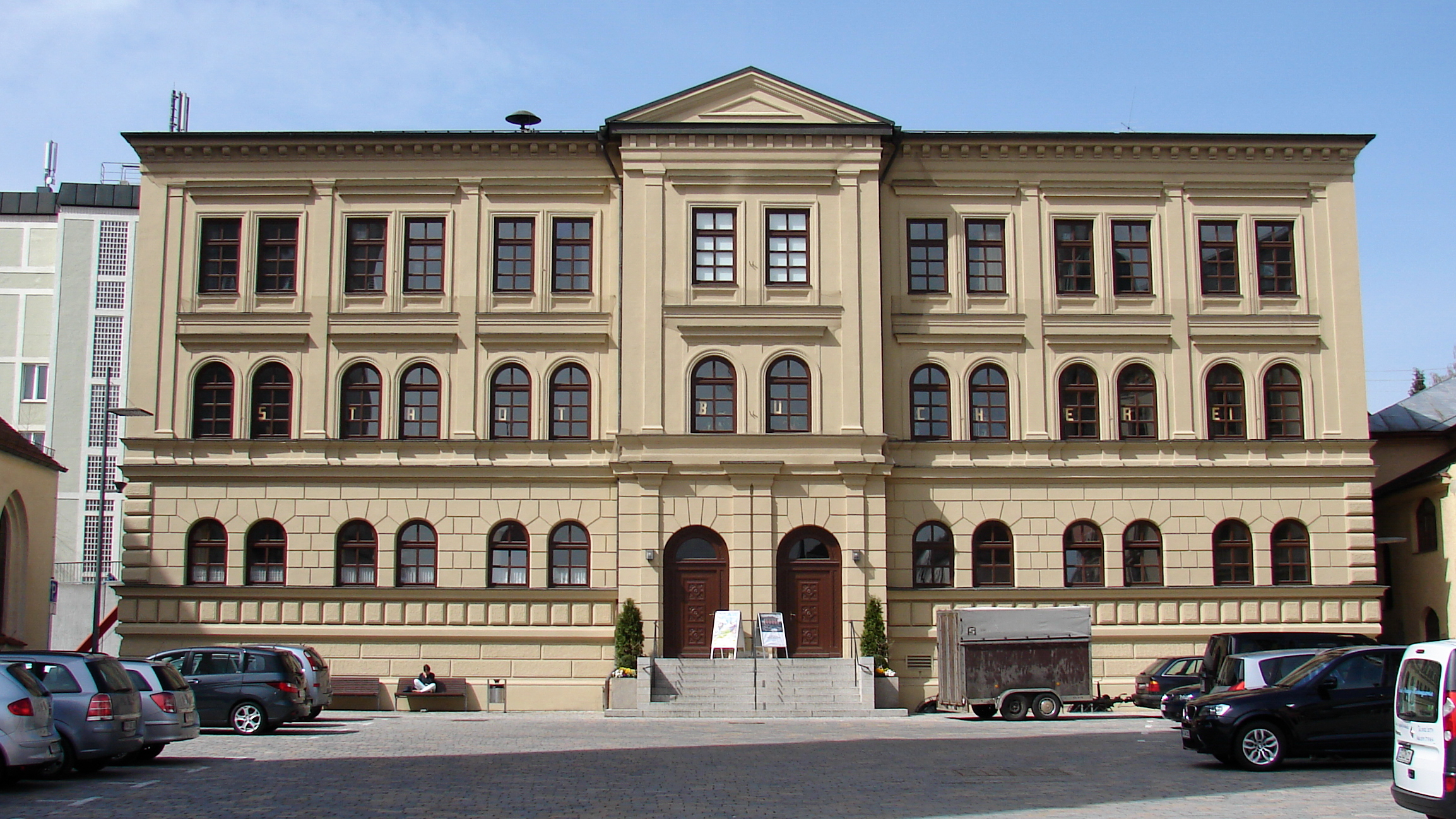
Schule 1877
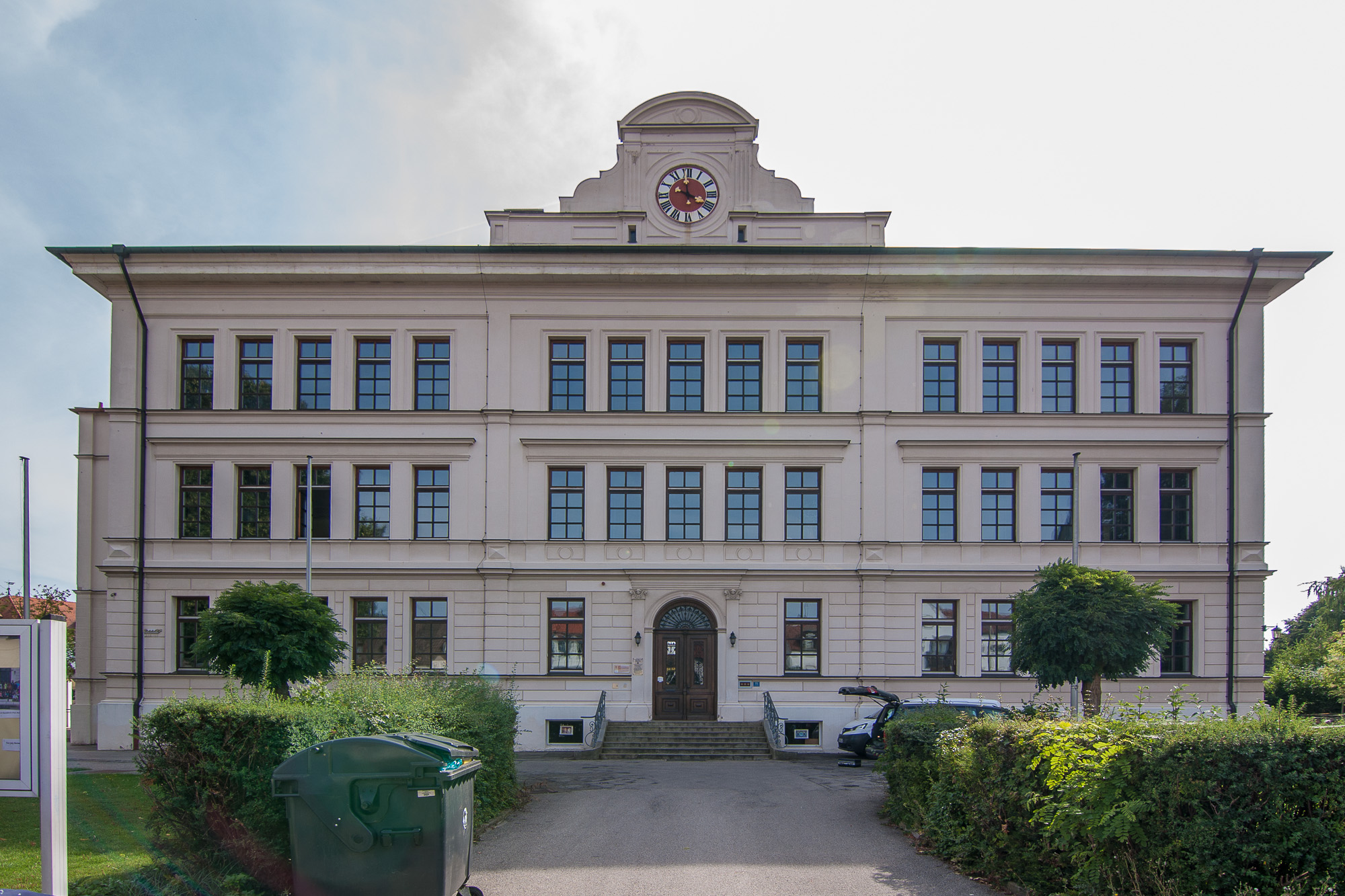
Knabenschule 1898
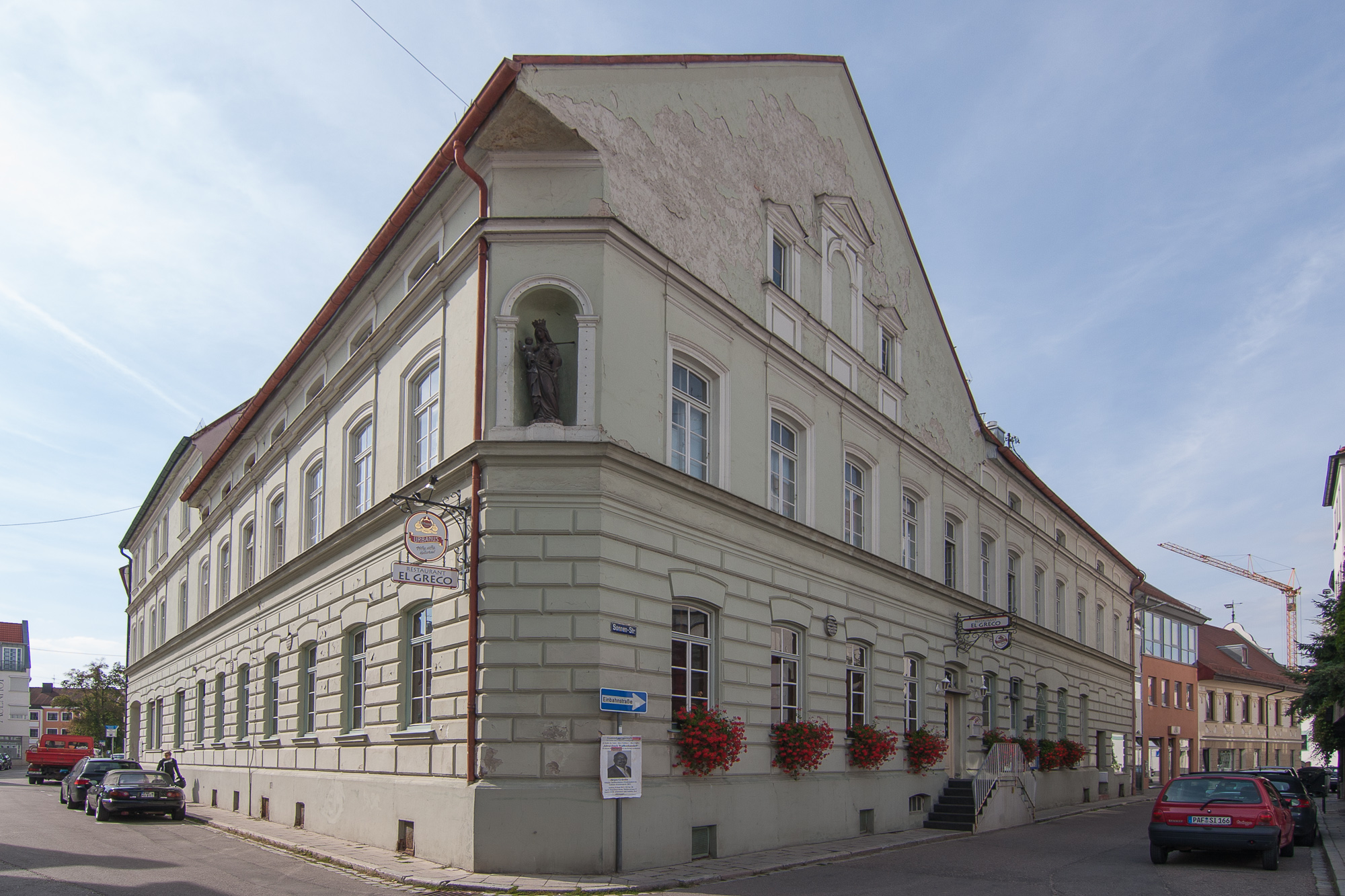
Gasthof 1878
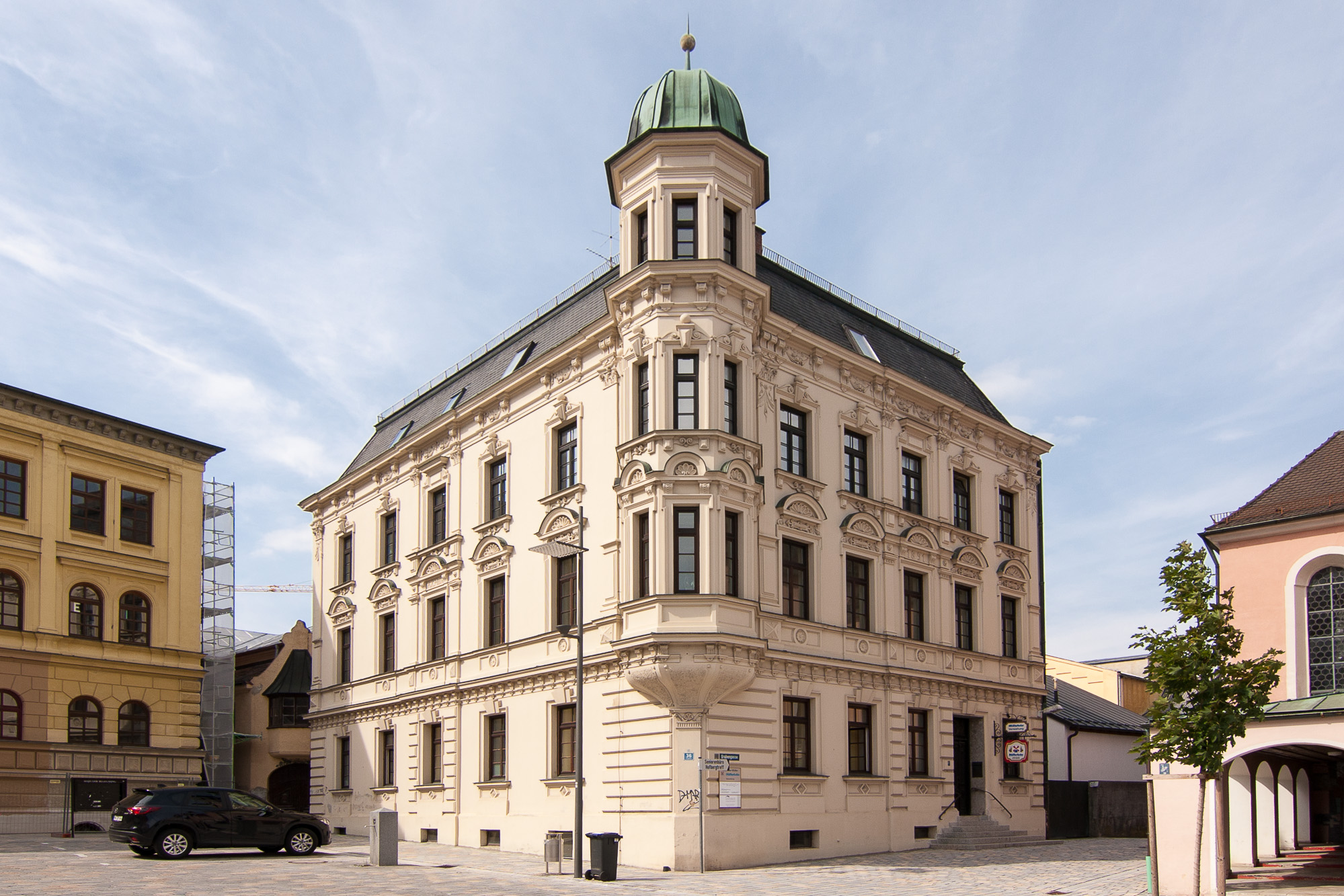
Verwaltungsgebäude 1891
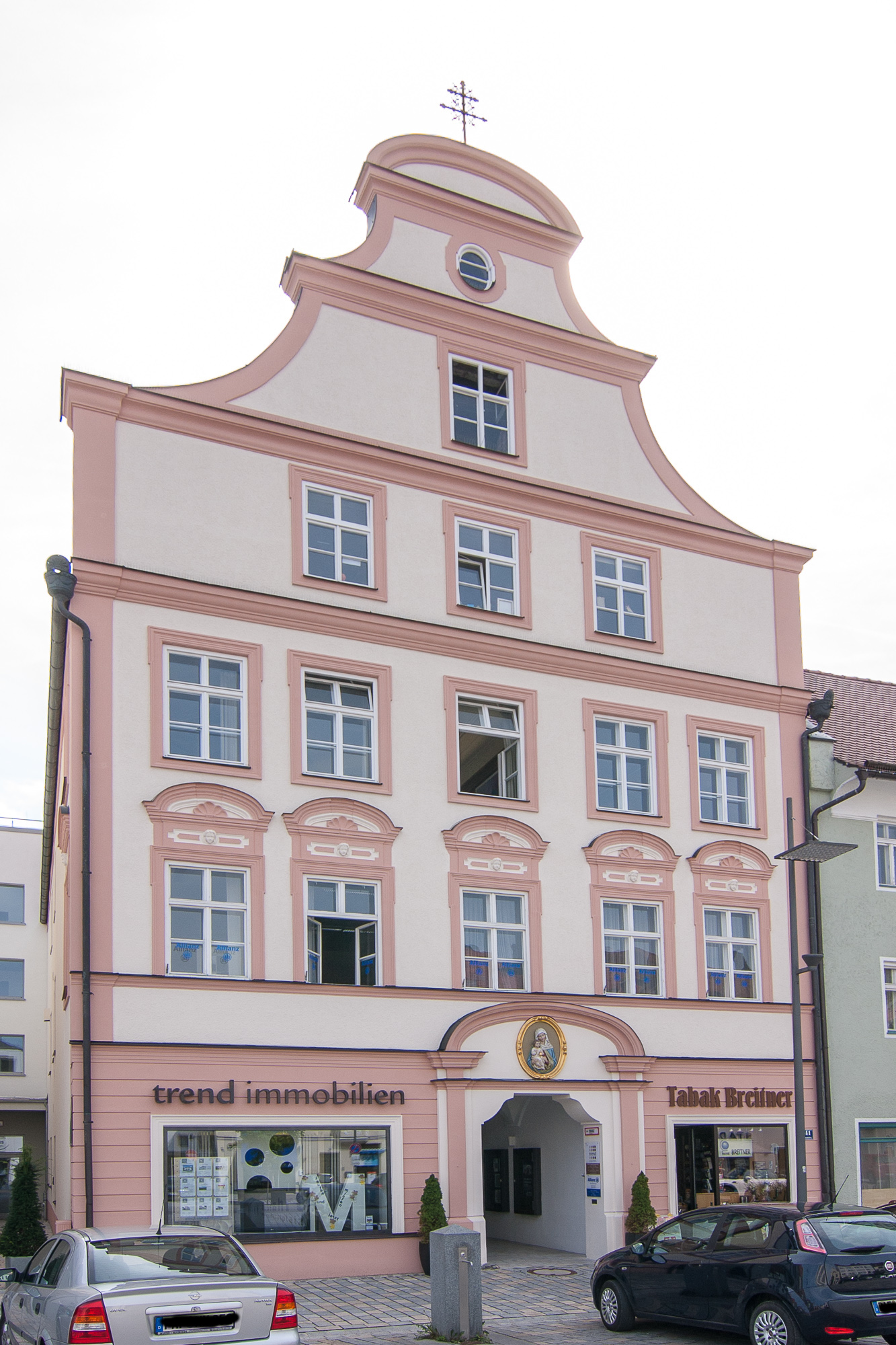
Geschäftshaus um 1900
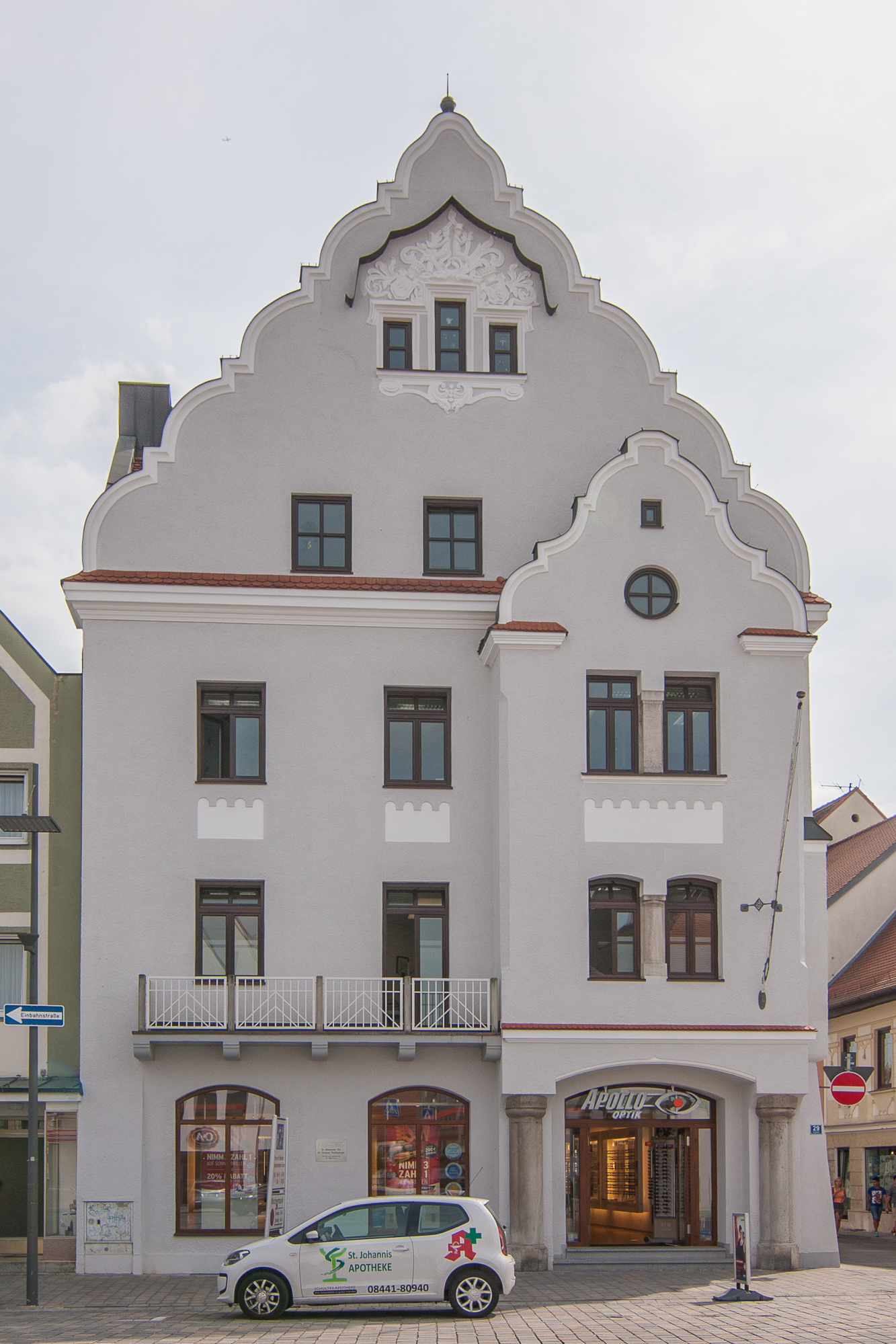
Post 1908
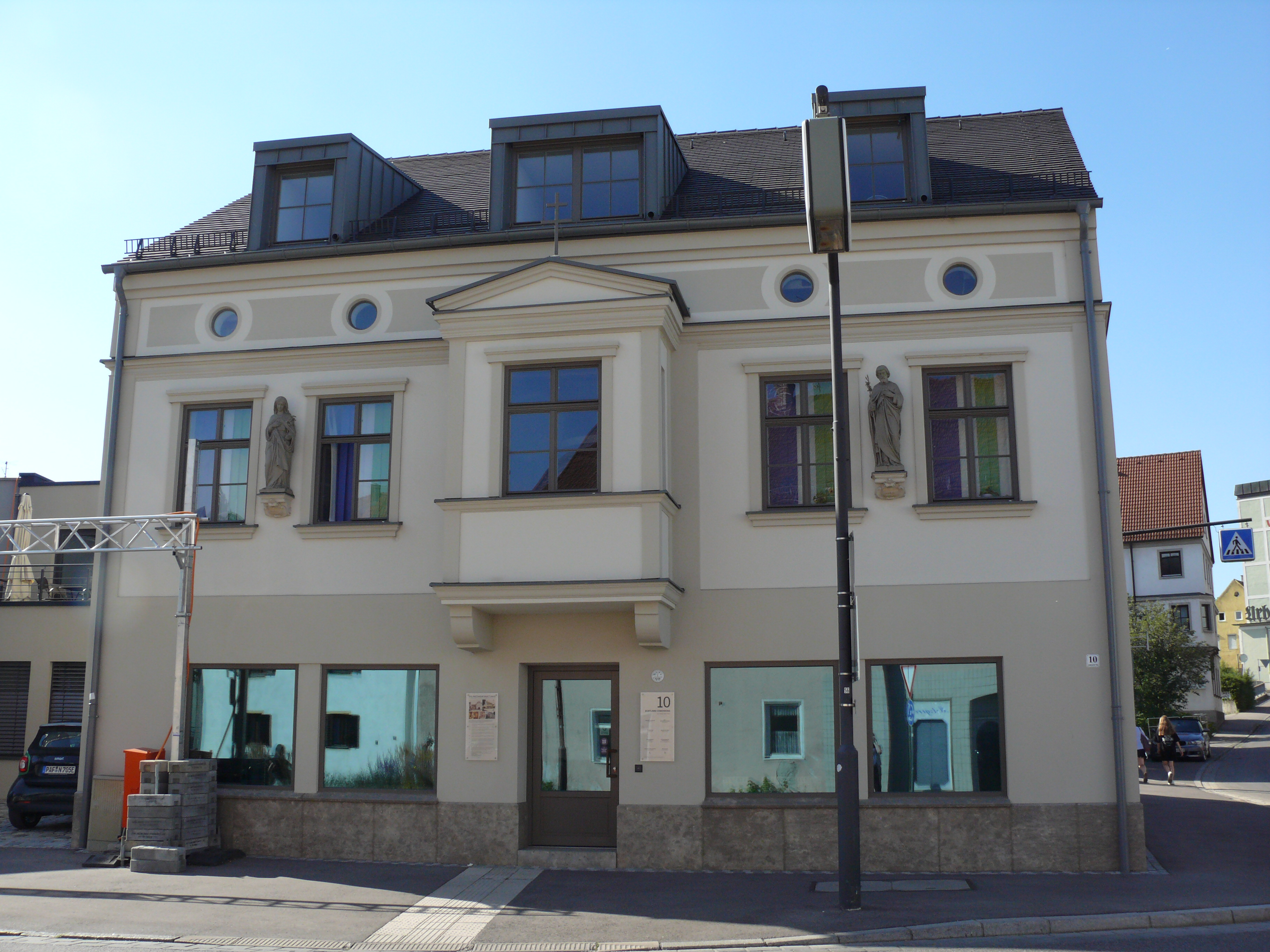
Balthasar-Kraft-Haus 1823

#### Elektrifizierung und Telefon
1899 hielt die elektrische Beleuchtung in Pfaffenhofen Einzug. Im gleichen Jahr wurde die erste öffentliche Telefonanstalt mit zehn Anschlüssen eröffnet.

### 20. Jahrhundert

Pfaffenhofen an der Ilm, Stadtplan von 1906

#### 1914 bis 1945
Der Erste Weltkrieg war auch für die Stadt Pfaffenhofen ein epochaler Einschnitt. Mit dem Wechsel vom Kaiserreich zur Weimarer Republik waren nach den Menschenverlusten und seelischen Verwundungen, die der große Krieg verursacht hatte, große gesellschaftliche Veränderungen verbunden, die auch in der Kleinstadt ihre Auswirkungen hatten. Trotz der Geldentwertung von 1923 wurde 1926 die Evangelische Kirche fertiggestellt. Vorher hatte man Gottesdienste im Rathaus abhalten müssen. 1929 fand das erste Volksfest der Stadt, das sogenannte Hallertauer Oktoberfest, statt. Im Jahr 1932 begann mit der Nutzung der alten Weinmiller-Hopfenhalle durch Georg Hipp die Entwicklung der Firma „Nährmittel Hipp“. Sie wurde in den Jahrzehnten bis heute zum wichtigsten Unternehmen in Pfaffenhofen, der Hipp Holding.
Bei der Reichstagswahl 1933 erzielte die NSDAP mit 43,1 Prozent der Stimmen in Pfaffenhofen ihr höchstes Wahlergebnis in Oberbayern. Schon im Jahr 1923 hatten sich einige Hitler-Anhänger aus Pfaffenhofen am sogenannten „Marsch zur Feldherrnhalle“ beteiligt. Einige SS-Leute aus Pfaffenhofen machten Karriere, beispielsweise Anton Thumann.
Zwischen 1933 und dem Kriegsende 1945 gab es eine rege Unterstützung des herrschenden Regimes bei den Bürgern der Stadt. Das Denkmal für die Opfer des Nationalsozialismus würdigt einige Schicksale von Betroffenen aus dieser Zeit.

#### 1945–1999
Die Neugründung des SPD-Landesverbandes Bayern fand am 6. Oktober 1945 in Pfaffenhofen an der Ilm statt.
1964 wurde ein Gymnasium in Pfaffenhofen errichtet. 1972–1973 erhielt es einen Neubau; der alte Bau wurde 1976 an die Realschule übergeben.
1966–1968 wurde das Schulzentrum am Gerolsbach errichtet. Seitdem ist dieses Zentrum kontinuierlich gewachsen und vielfach modernisiert worden.
1972 wurden elf ehemals selbstständige Gemeinden eingemeindet; Pfaffenhofen hatte dadurch 13.362 Einwohner. 1978 wurde auch die ehemalige Gemeinde Niederscheyern eingegliedert. Diese Gemeindereform ließ das Gebiet der Stadt weit in den Landkreis hinein anwachsen.
1981 wurde die Trabrennbahn, die sogenannte Hopfenmeile eröffnet. 1988 fand an drei Tagen die 550-Jahr-Feier der Stadterhebung statt. 1994 wurde das Schul- und Sportzentrum Niederscheyern eröffnet. 1999 fand das erste Bürgerfest statt.

#### 21. Jahrhundert
2001 wurde das neue Freibad eröffnet und das Biomasseheizkraftwerk in Betrieb genommen.
2013 entging die Kreisstadt knapp einer Hochwasserkatastrophe – in der Nacht von Sonntag auf Montag, den 3. Juni 2013 (Pegelhöchststand gegen 4:00 Uhr). Die ganze Nacht lang mussten die Einsatzkräfte Sandsack-Barrieren installieren, Keller auspumpen und Straßen absperren. Die Mittelschule, das EON-Gelände und die Schulstraße standen wie der Skulpturenpark und die Kläranlage unter Wasser. In Richtung Wolnzach glich das Ilmtal einer Seenlandschaft. Die Wehre und Überlaufsperren wurden weit geöffnet und zu tosenden Wasserfällen. Die Ilm und der Gerolsbach standen an der Kante ihrer Ufer und das Grundwasser drückte kräftig in die Keller. Der Landrat rief Katastrophenalarm aus und die Schulen blieben geschlossen.

## Religionen
Für die katholischen Pfarreien in Pfaffenhofen und den Ortsteilen sind drei Diözesen zuständig: Augsburg, München-Freising und Regensburg. Die Bistumsgrenze zwischen München und Augsburg verläuft direkt durch die Klinik.
Die evangelisch-lutherische Kirchengemeinde in Pfaffenhofen besteht seit 1897, die Gottesdienste finden in der Kreuzkirche statt.
Seit den 1960er Jahren gibt es eine Evangelisch-Freikirchliche Gemeinde (Baptisten) mit einem hauptamtlichen Pastor. Des Weiteren existiert in Pfaffenhofen eine Gemeinde der Neuapostolischen Kirche. Die Türkisch-islamische Gemeinde DITIB besitzt seit 2016 eine eigene Moschee mit Gemeindehaus in der Hohenwarter Straße.
Unter dem Titel „Tisch der Religionen“ finden regelmäßig und auf Einladung des internationalen Kulturvereins Veranstaltungen statt, in denen das Kennenlernen und das Miteinander anderer Kulturen und Religionen im Mittelpunkt stehen. Neben den o. g. christlichen Kirchen beteiligen sich daran die buddhistische Gemeinschaft, die Türkisch-islamische Gemeinde DITIB und auch andere, nicht-kirchliche Gruppierungen mit international-kulturellem Hintergrund wie der Albanisch-Deutsche Kulturverein Sali Çekaj, die vietnamesische Gruppe sowie Vertreter der Stadt. (DK Nov. 2011)

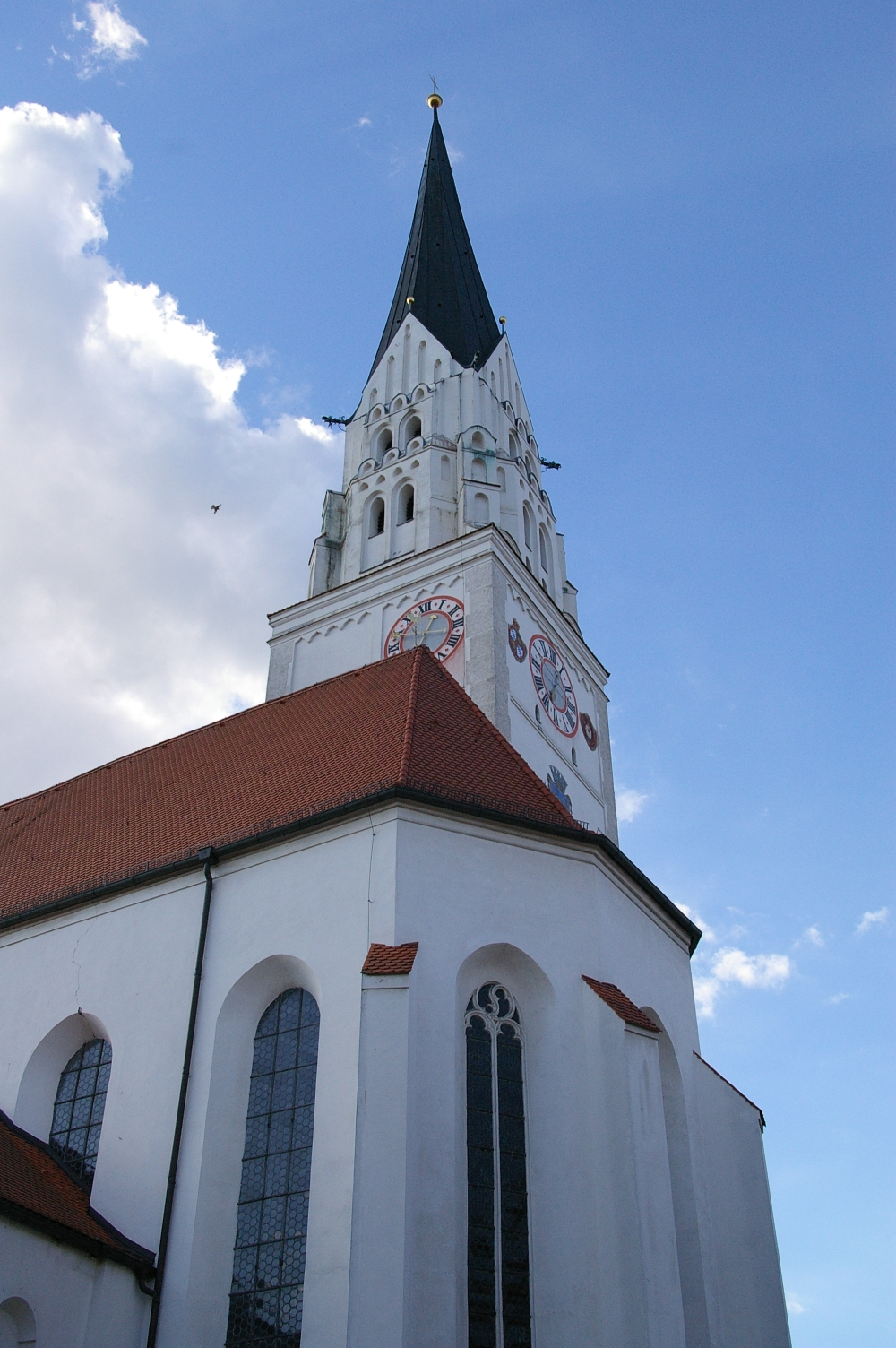
Stadtpfarrkirche St. Johannes Baptist
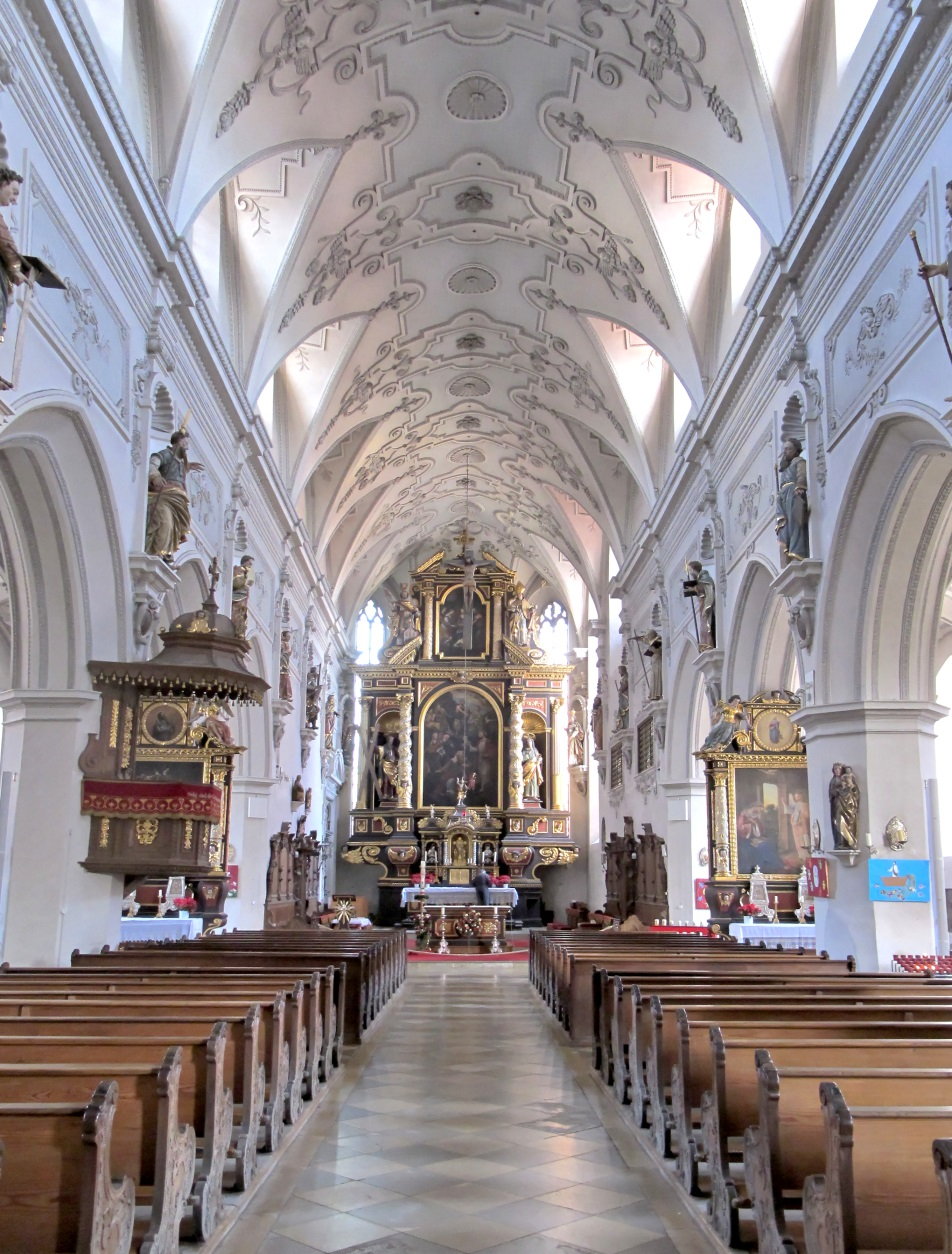
Inneres der Stadtpfarrkirche
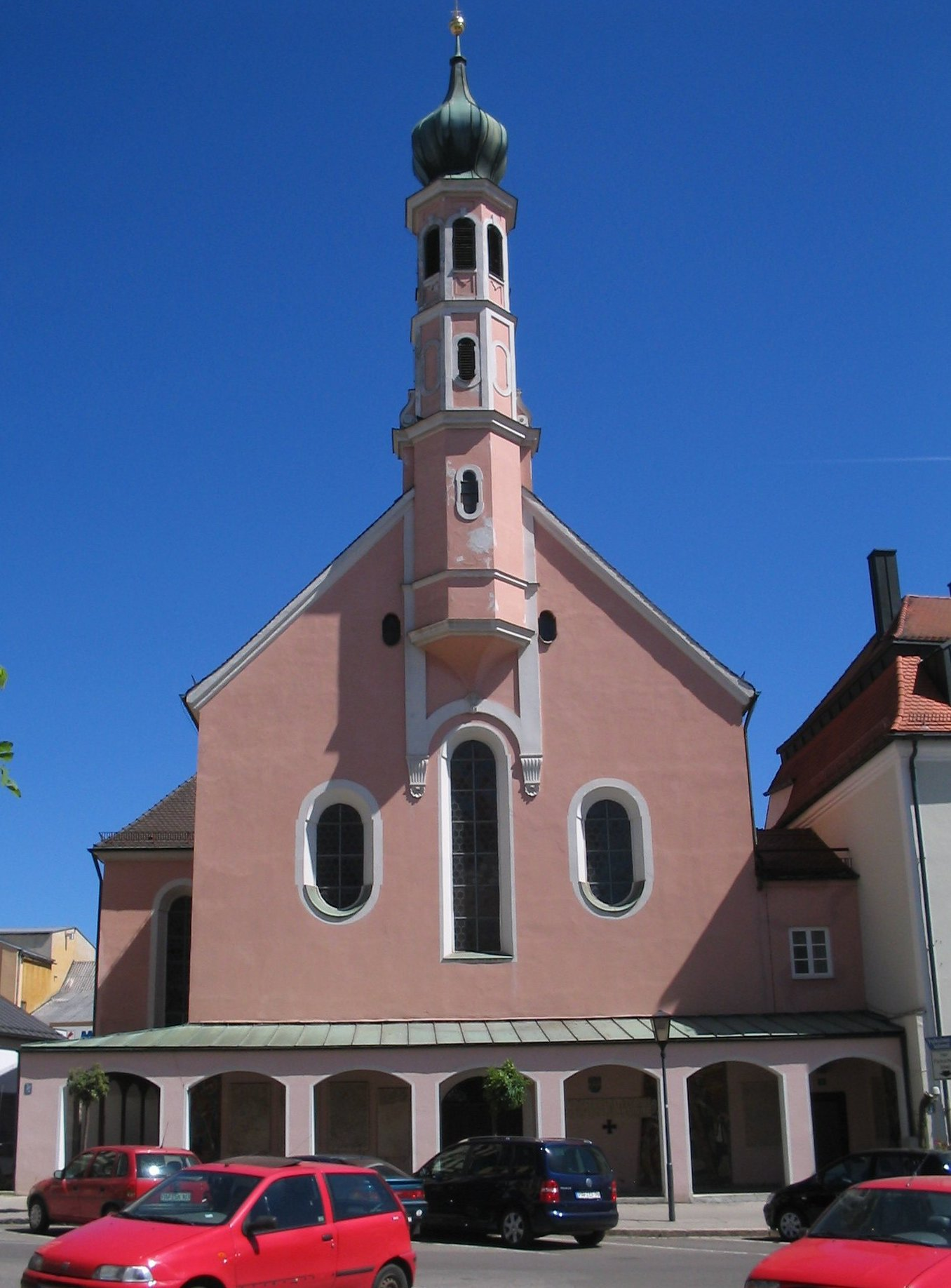
Spitalkirche Hl. Geist
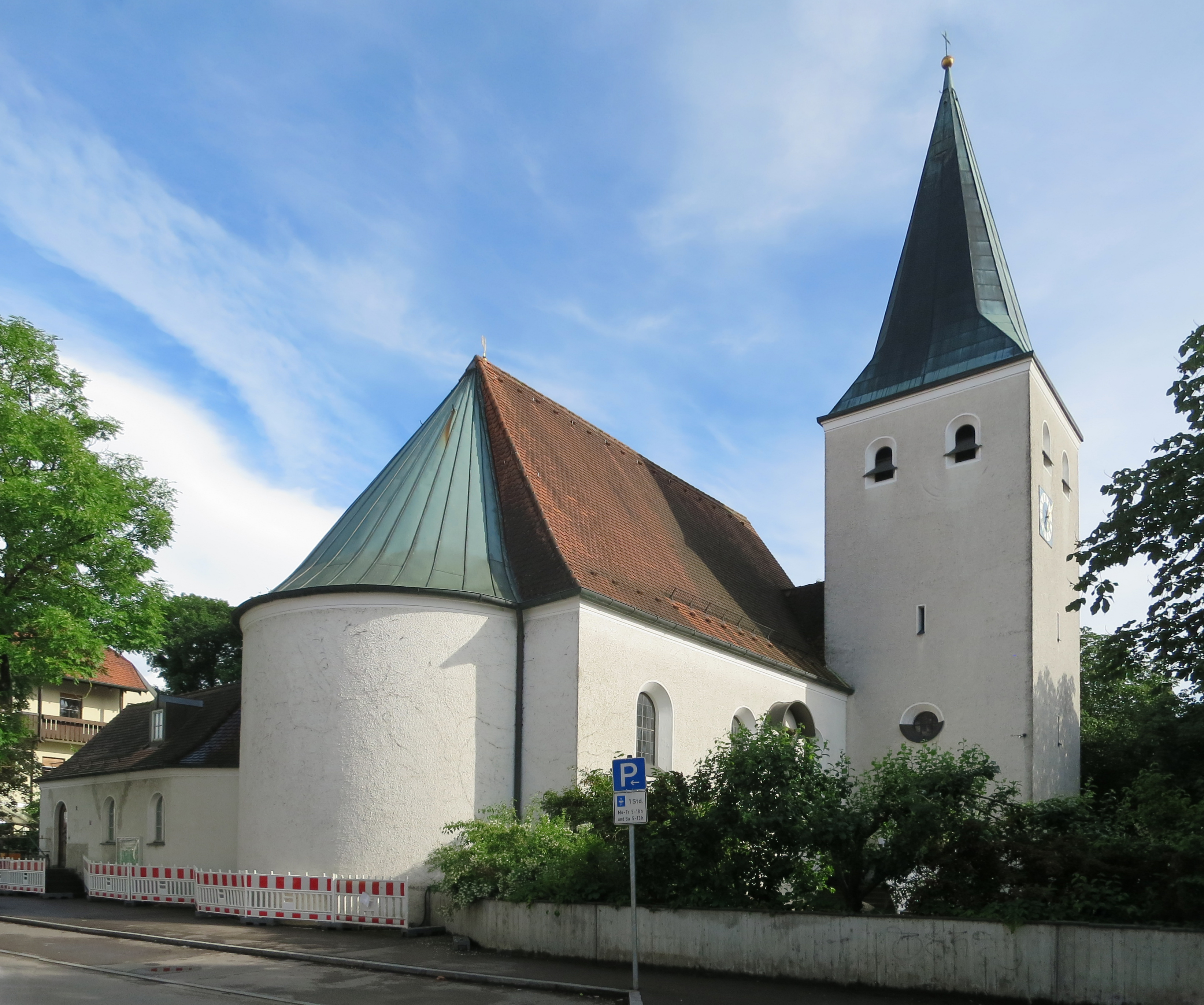
Evangelische Kreuzkirche
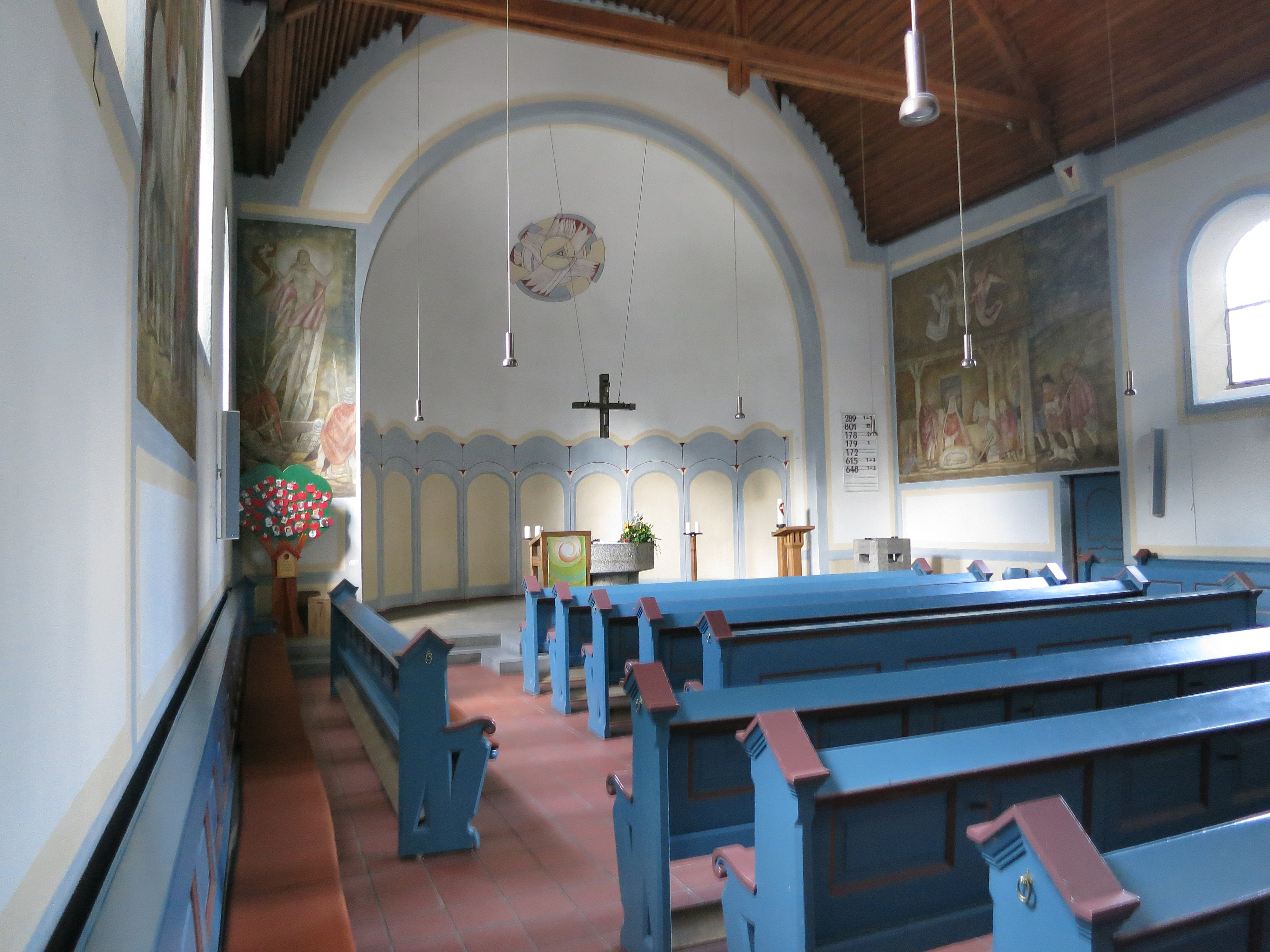
Inneres der Kreuzkirche
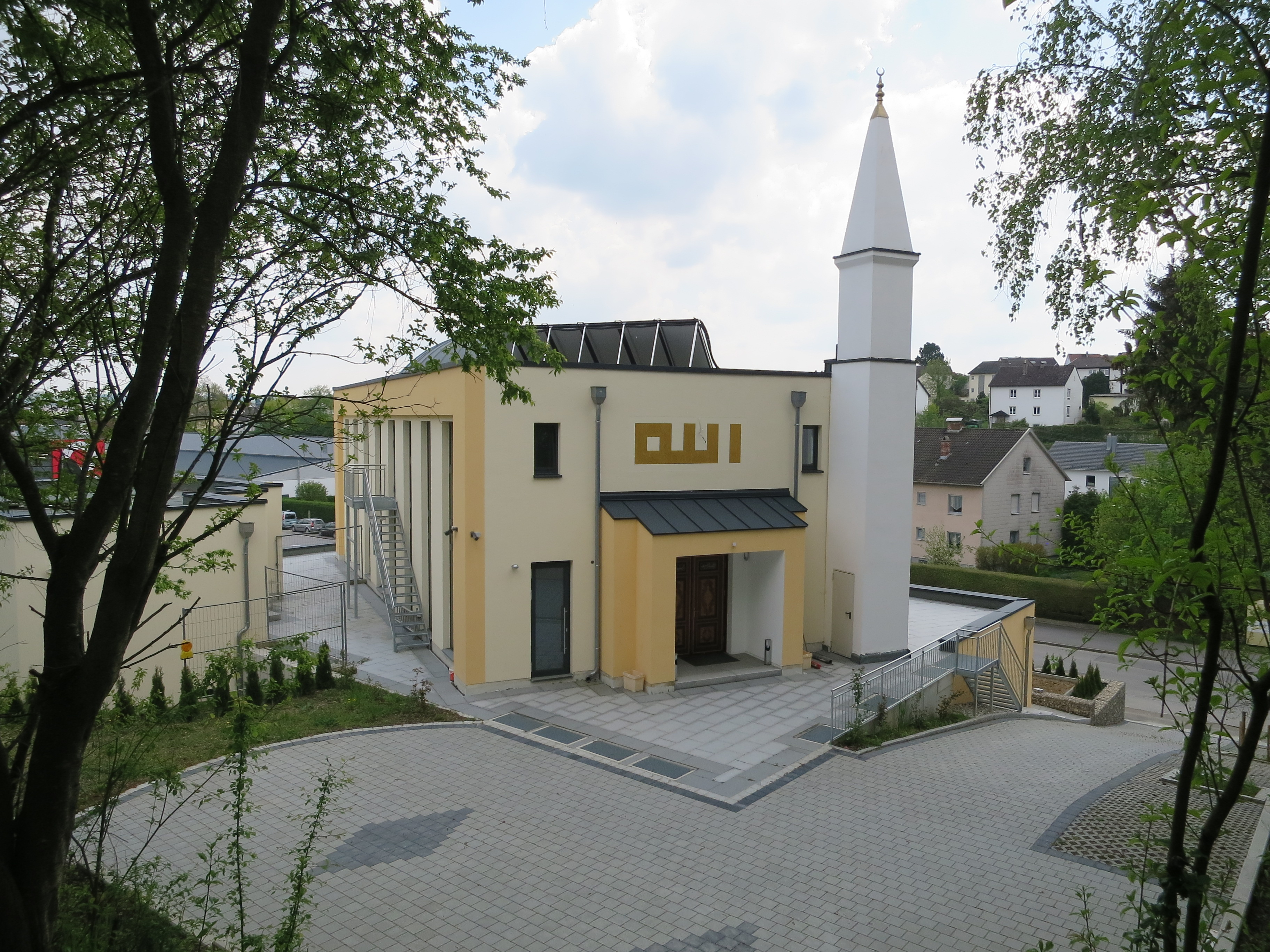
Türkisch-Islamische Gemeinde Pfaffenhofen an der Ilm

### Konfessionsstatistik
Mit Stand von 2016/2017 ergab sich folgendes: Mit 13.804 Personen waren 54 % aller Pfaffenhofener römisch-katholisch, 2.675 Bürger, also 10 % waren evangelischer Konfession und 9.274 der Bürger mit 36 % waren einer anderen Glaubensgemeinschaft zugehörig beziehungsweise konfessionslos. Der Anteil der Protestanten und Katholiken an der Gesamtbevölkerung ist seitdem jährlich um 1 Prozentpunkt gesunken. Gemäß dem Zensus 2022 waren (Stand Mai 2022) 46,9 % der Einwohner katholisch, 9,2 % evangelisch, und 43,9 % waren konfessionslos, gehörten einer anderen Glaubensgemeinschaft an oder machten keine Angabe.
Es gab 2023 390 Kirchenaustritte in Pfaffenhofen und im Vorjahr (2022) 482 Kirchenaustritte. Im Gemeinde-Bereich von Pfaffenhofen wurden im Jahr 2024 298 Kirchen-Ausritte registriert.

## Entwicklung des Stadtgebiets

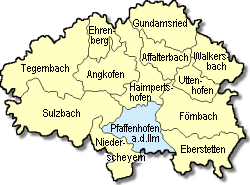
Eingemeindungen in der Gebietsreform

### Eingemeindungen
Im Zuge der Gebietsreform 1971 bis 1978 wurden die in der nebenstehenden Grafik dargestellten Landgemeinden in die Stadt Pfaffenhofen eingemeindet. Im Einzelnen fanden diese in den folgenden Schritten statt:
Am 1. April 1971 wurde der Großteil der bis dahin selbständigen Gemeinde Eberstetten eingegliedert (nur Frickendorf kam zur Gemeinde Schweitenkirchen).
Am 1. Januar 1972 kamen Angkofen, Ehrenberg, Förnbach, Gundamsried, Haimpertshofen, Sulzbach, Tegernbach, Uttenhofen und Walkersbach hinzu. Affalterbach folgte am 1. Juli 1972. Mit Niederscheyern wurde am 1. Mai 1978 die Serie der Eingemeindungen abgeschlossen.

### Einwohnerentwicklung
Pfaffenhofen an der Ilm wuchs von 1988 bis 2011 um 5636 Einwohner bzw. um ca. 31 %. Zwischen 1988 und 2018 stieg die Einwohnerzahl von 18.335 auf 25.917 um 7.582 bzw. 41,4 %.
| - 1780: 01.281 Einwohner - 1802: 01.438 Einwohner - 1832: 01.712 Einwohner - 1850: 02.000 Einwohner - 1871: 02.448 Einwohner - 1900: 03.822 Einwohner - 1933: 04.631 Einwohner - 1950: 07.355 Einwohner - 1961: 08.853 Einwohner - 1970: 10.035 Einwohner - 1972: 13.362 Einwohner | - 1980: 15.553 Einwohner - 1990: 18.935 Einwohner - 1995: 21.327 Einwohner - 2000: 22.000 Einwohner - 2005: 23.534 Einwohner - 2010: 24.441 Einwohner - 2015: 25.226 Einwohner - 2019: 26.654 Einwohner |

## Politik

### Bürgermeister
| Amtszeit       | Name                  |
| -------------- | --------------------- |
| 1795–1817      | Lorenz Wannersperger  |
| 1818–1820      | Johann Nepomuk Mulzer |
| 1820–1823      | Augustin Lorenz       |
| 1823–1825      | Leopold Wörl          |
| 1825–1832      | Kaspar Kratzer        |
| 1832–1833      | Joseph Eberl          |
| 1834–1836      | Augustin Kittenbacher |
| 1836–1842      | Hermann Lenz          |
| 1842–1848      | Johann Anton Seidl    |
| 1848–1852      | Kaspar Eckinger       |
| 1852–1870      | Anton Rieder          |
| 1870–1882      | Joseph Seitz          |
| 1882–1883      | Anton Rieder          |
| 1884–1894      | Ludwig Lechner        |
| 1894–1907      | Xaver Haindl          |
| 1907–1911      | Karl Rieder           |
| 1912–1919      | Johann Amberger       |
| 1919–1933      | Georg Grabmair        |
| 1933–1935      | Sebastian Niedermayr  |
| 1935–1940      | Otto Bauer            |
| 1940–1941      | Sebastian Niedermayr  |
| 1941–1945      | Joseph Mayr           |
| 1945–1946      | Hans Demmelmeier, CSU |
| 1946–1956      | Wilhelm Stocker, CSU  |
| 1956–1972      | Jakob Sanwald, FWG    |
| 1972–1984      | Anton Schranz, FWG    |
| 1984–1990      | Josef Hobmeier, FWG   |
| 1990–2008      | Hans Prechter, CSU    |
| 2008 bis heute | Thomas Herker, SPD    |

### Stadtrat
|      | CSU | FW | SPD | GRÜNE | FDP | ödp | FUW | Gesamt   |
| 2002 | 13  | 5  | 5   | 2     | 1   | 2   | 2   | 30 Sitze |
| 2008 | 11  | 5  | 6   | 3     | 2   | 2   | 1   | 30 Sitze |
|      | CSU | FW | SPD | GRÜNE | FDP | ödp | GfG | Gesamt   |
| 2014 | 10  | 5  | 9   | 2     | 1   | 2   | 1   | 30 Sitze |
| 2020 | 10  | 5  | 7   | 4     | 1   | 2   | 1   | 30 Sitze |

Die Grünen und die ödp hatten für die Periode 2014–2020 eine Fraktionsgemeinschaft gebildet.

### Wappen und Flagge
|  |  |

| | Blasonierung: „In Blau ein goldener Zickzackbalken.“ |
| Wappenbegründung: Die Existenz des ältesten Siegels ist seit 1333 nachgewiesen. Es wurde wahrscheinlich im 13. Jahrhundert angefertigt. Es zeigte einen Priester (abwertend Deutsch: Pfaffe) mit einem Büchlein in seiner rechten Hand. Seit 1523 zeigten alle Siegel bis ins 19. Jahrhundert das gleiche Muster mit Veränderungen im Detail. 1812 erhielten die Stadt und die Bürgerwehr das aktuelle Muster. Es basiert auf dem ältesten Wappen der Grafen von Wittelsbach, aber die Farben sind die des Benediktinerklosters Scheyern. Das heutige Stadtwappen wurde 1812 vom bayerischen König Max I. Joseph verliehen. Die gelb-blau gestreifte Bannerflagge trägt nach oben versetzt das große Stadtwappen. |                                                      |

### Bürgerbeteiligung

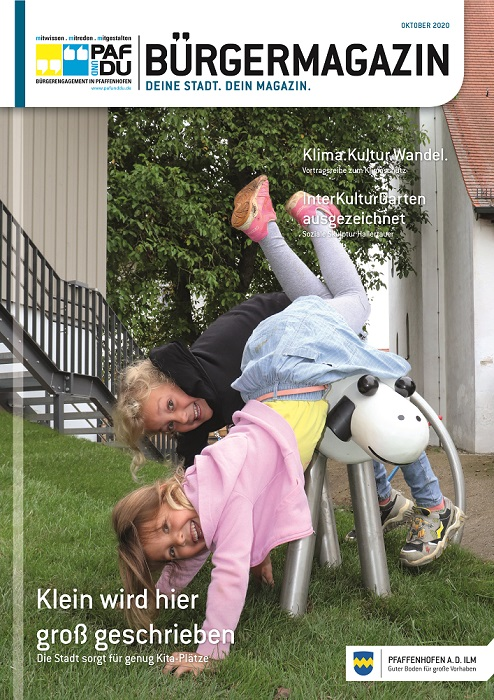
PAFundDU-Bürgermagazin, Titel Oktober 2020

Die Stadt bezieht in ihrer Entscheidungsfindung die Bürger eng mit ein. Das Aktionsprogramm für den Bürgerdialog, -beteiligung und -engagement trägt den Namen „PAFundDU“. Die Stadtverwaltung und die Politik sind Teilnehmer, stellen dafür die Kanäle und Medien zur Verfügung und fungieren nicht als alleiniger Absender. Zum Aktionsprogramm „PAFundDU“ gehören:
- Internetportal, auf dem Vereine und Organisationen veröffentlichen können
- Mitmachaktionen und Workshops für Bürger
- PAFundDU-Bürgermagazin[27], das zehnmal jährlich kostenlos verteilt wird
- PAFundDU-Live mit Videos, Online-Bürgerfragestunden, Livestream aus den Stadtratssitzungen[28]
- Online-Bürgermelder, mit dem die Bürger direkt mit der Verwaltung in Kontakt treten können

Pfaffenhofen a. d. Ilm hat 2012 als eine der ersten Kommunen in Bayern begonnen, Stadtratssitzungen live im Internet zu übertragen.

## Klimaschutz und Nachhaltigkeit
Die Stadt Pfaffenhofen a.d. Ilm engagiert sich seit Jahren in den Bereichen Klimaschutz und Nachhaltigkeit und wurde dafür u. a. mit dem Deutschen Nachhaltigkeitspreis 2013 in der Kategorie „Kleinstädte und Gemeinden“ ausgezeichnet. 2020 zählte die Stadt zu den Top 3 in der Kategorie „Städte mittlerer Größe“.

### Nachhaltigkeit
2017 hat der Stadtrat Pfaffenhofens die 17 Ziele der Nachhaltigkeitsziele aus der Agenda 2030 der Vereinten Nationen anerkannt und in einer eigenen städtischen Nachhaltigkeitserklärung als Grundlage städtischen Handelns festgelegt.
Handlungsfelder sind unter anderem:

### Energie sparen und Klimaschutz
Rund zwei Drittel des in der Stadt im Jahr 2020 verbrauchten Stroms stammte aus regenerativen Energiequellen. Windenergie, Energie aus Biomasse und Kommunales Energiemanagement spielen hierbei eine Rolle.
Die Stadt Pfaffenhofen selbst setzt vermehrt auf Ökostrom: In einem Vertrag mit E.ON Bayern ist festgelegt, dass alle städtischen öffentlichen Gebäude und die Straßenbeleuchtung zu 100 % mit aus Wasserkraft erzeugtem Strom versorgt werden.
Im Oktober 2012 wurde von der Stadt ein Klimaschutzkonzept in Auftrag gegeben. Mit der Firma Green City Energy aus München soll in enger Zusammenarbeit mit der Öffentlichkeit (den Bürgern) ein Konzept erarbeitet werden, das die Energieversorgung der Stadt in allen Bereichen auf den Prüfstand stellt. Ziel ist es, einen möglichst großen Teil des Energiebedarfs durch regenerative Quellen versorgen zu können.

### Neue Mobilität
Seit 10. Dezember 2018 fährt der Pfaffenhofener Stadtbus für alle kostenlos. Außerdem fährt er öfter, fast durchgehend im 30-Minuten-Takt, und abends länger, nämlich bis ca. 20:15 Uhr. Der Fahrplan wurde an den der Bahn angepasst, damit mehr Pendler den Stadtbus nutzen können. Schließlich wurden die Ilmtalklinik, das ecoQuartier und die Firma Daiichi Sankyo besser angebunden. Ziel ist es, den PKW-Verkehr zu reduzieren und vor allem in der Innenstadt den Aufenthalt angenehmer zu machen. Die Stadt Pfaffenhofen betrieb dieses Projekt zunächst für drei Jahre als Übergangslösung; 2022 wurde auf ein komplett neues Stadtbus-System umgestellt. Unter anderem sollten dann Elektrobusse eingesetzt werden, der Betrieb wird seit 2020 an die Stadtwerke ausgelagert.
Förderung von Car- und Bike-Sharing-Angeboten sowie der Ausbau des Radwegenetzes: 2021 beschloss der Stadtrat, ein Nahmobilitätskonzept aufzustellen.

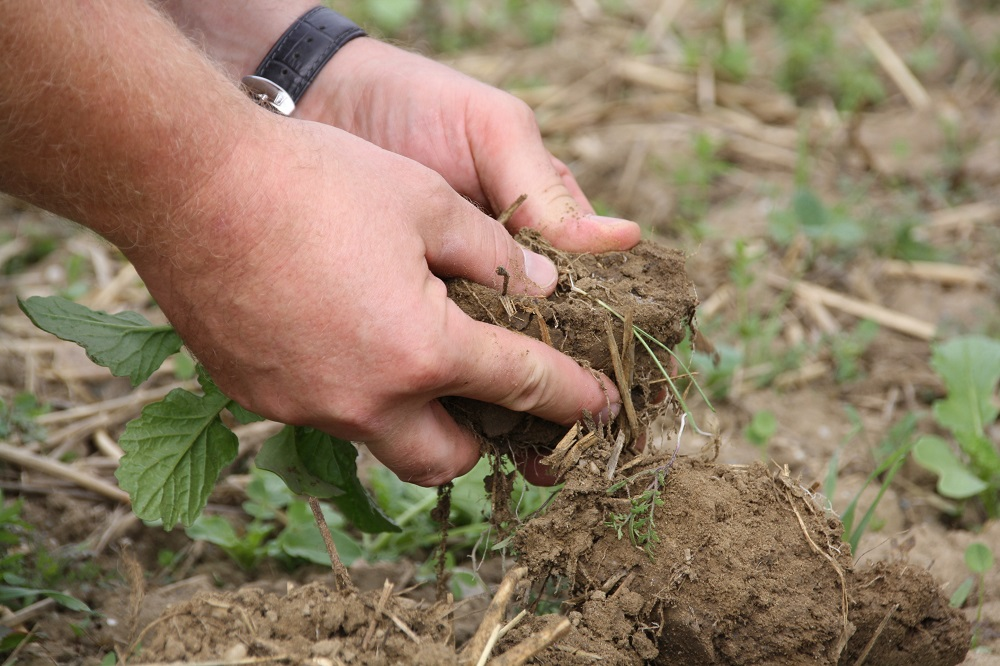
Die Pfaffenhofener Bodenallianz setzt sich für nachhaltige und ökologische Bodenbewirtschaftung ein

### Nachhaltige Landwirtschaft
2017 hat Pfaffenhofen zusammen mit Landwirten die „Pfaffenhofener Bodenallianz“ gegründet, deren Ziel es ist, Böden nachhaltig, zum Teil ökologisch zu bewirtschaften und u. a. den Artenreichtum zu fördern.
In der Ökomodellregion Pfaffenhofener Land sind Landwirte aus dem Stadtgebiet und umliegenden Gemeinden zusammengeschlossen. Das Ziel ist es, die regionale Vermarktung von Produkten zu fördern, z. B. auf einem wöchentlichen Erzeugermarkt, das Bewusstsein der Bürger für landwirtschaftliche Erzeugnisse zu schärfen und beteiligte Landwirte in diesem Bereich zu fördern und weiterzubilden.

### Anpassung an den Klimawandel
Im Jahr 2019 beschloss der Stadtrat ein städtisches Klimawandelanpassungskonzept. Es sieht vor durch eine Vielzahl von Maßnahmen, die Stadt an die unabwendbaren Folgen des Klimawandels anzupassen. Dies geschieht z. B. durch die Pflanzung klimaresistenter Stadtbäume etc.

### Beteiligung der Bürger
Bei einer Vielzahl der Maßnahmen sind die Bürger von Anfang an mit eingebunden. So können Bewohner neue Standplätze für Carsharing-Angebote vorschlagen, an Workshops teilnehmen oder über einen Klimaradar Vorschläge einbringen, wo Maßnahmen sinnvoll und gewünscht wären. Als zusätzliche Motivation verleiht die Stadt alle zwei Jahre einen eigenen Klimaschutzpreis.

## Wirtschaft und Infrastruktur
Im Zukunftsatlas 2019 belegte der Landkreis Pfaffenhofen an der Ilm Platz 43 von 401 Landkreisen, Kommunalverbänden und kreisfreien Städten in Deutschland und zählt damit zu den Regionen mit „hohen Zukunftschancen“.

### Ämter

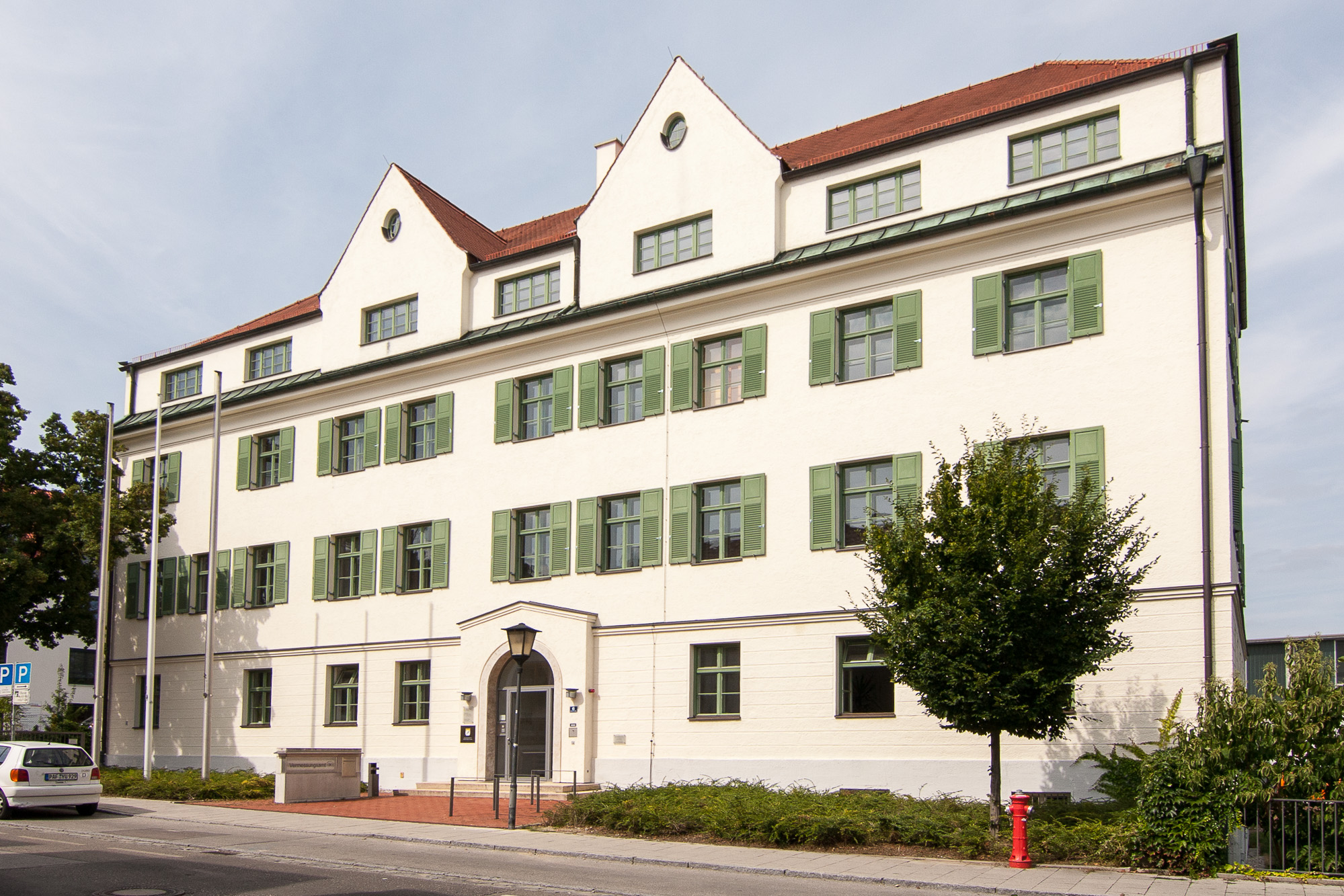
Vermessungsamt PAF, Kellerstr 6

Eine alphabetische Liste der in Pfaffenhofen ansässigen Ämter und Behörden:
- Amt für Ernährung, Landwirtschaft und Forsten[37]
- Amtsgericht
- Agentur für Arbeit
- Finanzamt
- Gesundheitsamt
- Landratsamt Pfaffenhofen an der Ilm
- Staatliches Schulamt
- Vermessungsamt
- Veterinäramt

### Ansässige Unternehmen (Auswahl)
- dSPACE (Projektzentrum München)

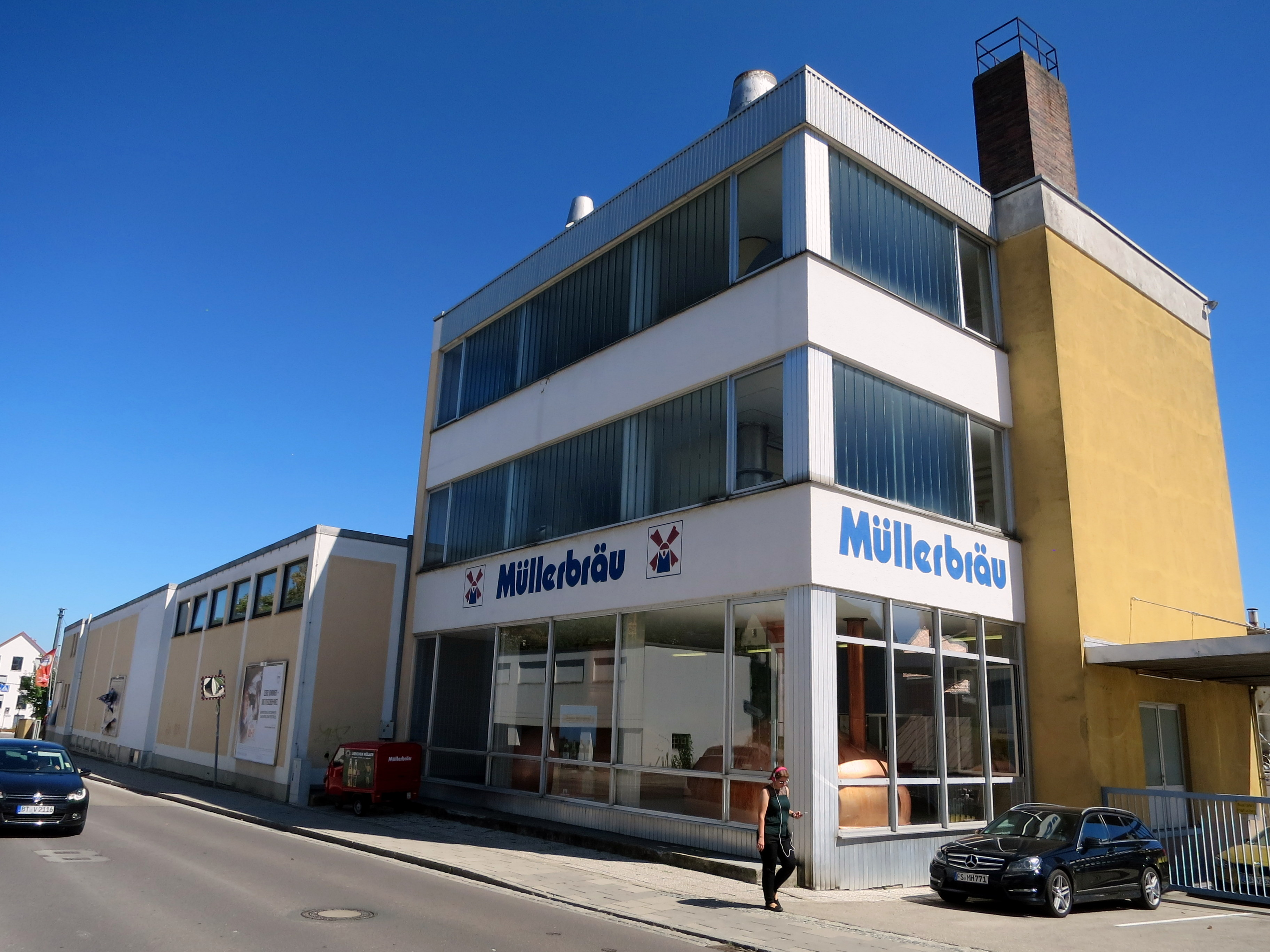
Müllerbräu an der Kellerstraße

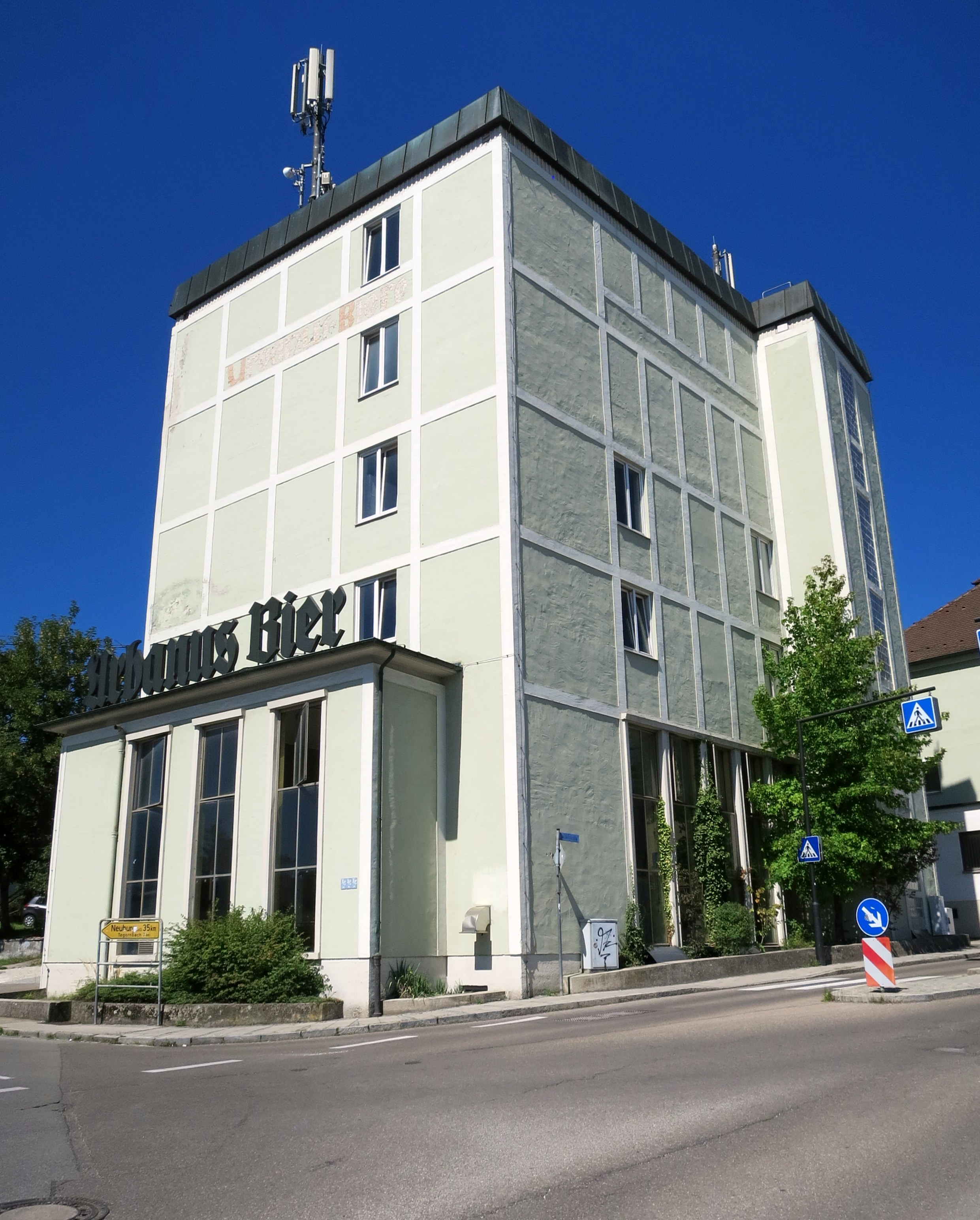
Urbanus-Brauhaus

- HECHT Technologie GmbH (Sondermaschinenbau)
- BTA International GmbH (Biotechnische Abfallverwertung)
- Hipp Babynahrung (Nahrungsmittel- und Babykosthersteller)
- Daiichi Sankyo Europe GmbH (Pharmazeutisches Unternehmen)
- Panasonic Electric Works (Entwicklung und Produktion von Relais)
- Bayernwerk (Energieversorger)
- Müllerbräu
- bis 2018 Urbanus-Brauerei, Brauhaus Pfaffenhofen
- eismann Tiefkühl-Heimservice GmbH (Tiefkühlkost)
- Biomasse-Heizkraftwerk Pfaffenhofen an der Ilm

### Bildungseinrichtungen
- In der Stadt Pfaffenhofen und den Ortsteilen Niederscheyern, Affalterbach und Tegernbach gibt es zwölf Kindergärten, neun Kinderkrippen, einen Kinderhort, die Kindertagespflege sowie spezielle Fördereinrichtungen des Heilpädagogischen Zentrums Pfaffenhofen.
- Des Weiteren gibt es zwei Grundschulen sowie eine Grund- und Mittelschule, die Georg-Hipp-Realschule und das Schyren-Gymnasium; je eine staatliche Berufsschule und Berufsoberschule (mit Sitz in der Nachbargemeinde Scheyern, jedoch im Verwaltungsverbund mit der Berufsschule), außerdem Förderschulen des Vereins Hilfe für das behinderte Kind.
- Die städtische Musikschule bietet rund 600 Schülern die Möglichkeit einer musikalischen Ausbildung. Das Angebot reicht von der musikalischen Früherziehung über Vokal- und Instrumentalunterricht bis hin zu verschiedenen Kapellen, Bands und Ensembles.

### Freizeit- und Sportanlagen

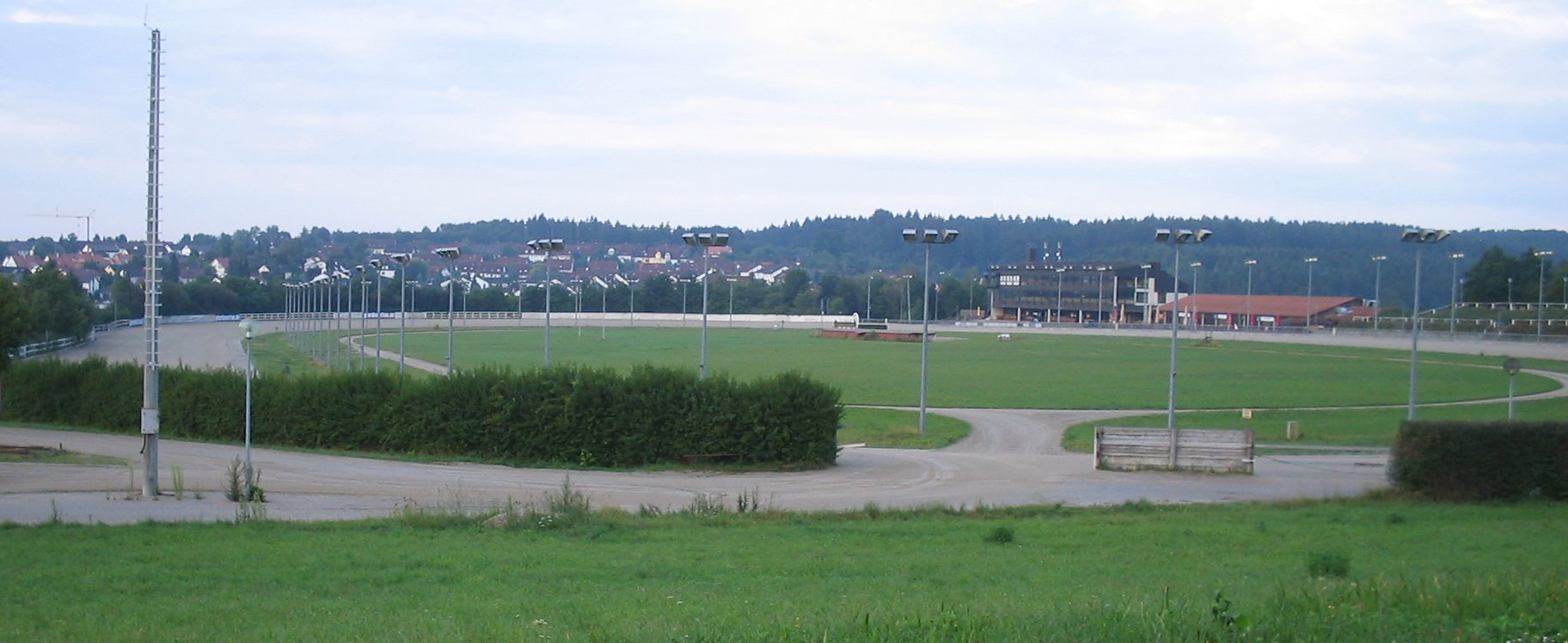
Die Trabrennbahn in Pfaffenhofen, die sogenannte „Hopfenmeile“

- Das Eisstadion ist die Heimat der IceHogs des EC Pfaffenhofen. Die Mannschaft spielt in der Bayerischen Eishockey-Liga und erreichte in der Saison 2004/05 und in der Saison 2007/08 die Bayerische Vizemeisterschaft.
- Seit Oktober 2019 verfügt Pfaffenhofen über einen der größten Dirtparks von Bayern, auf dem die Fahrer mit ihren Mountain- oder Dirtbikes auf verschieden schweren Strecken ihr Können und Tricks unter Beweis stellen können.
- Schwimmer und Wassersportler kommen im modernen städtischen Freibad „Ilmbad“. Das „Gerolsbad“, ein neues, modernes und wettkampftaugliches Sport- und Familienbad samt kleiner textilfreier „Stadtsauna“, eröffnet im Herbst 2021.
- Im Zuge der kleinen Landesgartenschau „Natur in Pfaffenhofen 2017“ entstand in Innenstadtnähe an der Ilm beim Eisstadion ein moderner Sportpark mit Trainingsplätzen, Stadion, Fitnessgeräte und Beachvolleyball-Feldern.
- Auf seinem Flugplatz betreibt der „Luftsportverein Pfaffenhofen“ Segel- und Ultraleichtflugsport. Außerdem ist er Stützpunkt der Luftrettungsstaffel Bayern[38].
- Reiter und Voltigierer finden am Reitsport Brunnhof eine moderne und gut eingerichtete Reitanlage.
- Für die Freunde des „weißen Sports“ bietet der Tennisclub Pfaffenhofen acht Freiplätze (Sand), zwei Hallenplätze (Granulat) und ein Vereinsheim mit Bewirtung.
- Unter dem Namen „PAFROCK“ betreibt der Deutsche Alpenverein eine Kletterhalle nahe dem Pfaffenhofener Freibad.
- Das „CineradoPlex“ bietet in acht Kinosälen aktuelle Filme mit digitaler Projektion und 3D-Technik. Im behindertengerecht angelegten Gebäudekomplex finden regelmäßig Sonderprogramme wie FilmKunst, KulturKino, KinderKino, FerienKino usw. statt.

Insgesamt bieten über 50 Vereine die Möglichkeit, Sport zu betreiben, von Alpenverein bis Wasserwacht.

### Wandern, Radfahren und Laufen

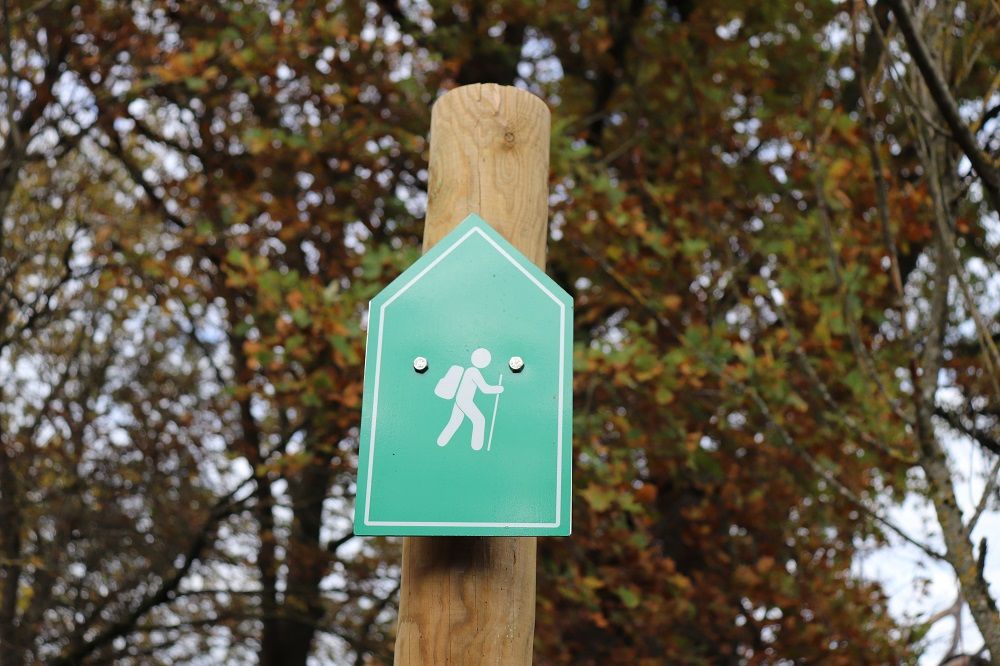
Gut beschilderte Wanderwege führen rund um Pfaffenhofen

Pfaffenhofen bietet durch seine Lage im Ilmtal, umgeben von Feldern und Wäldern sowie im Hopfenanbaugebiet Hallertau zahlreiche Möglichkeiten zur Bewegung an der frischen Luft.
- Laufstrecken zwischen 2,4 km und 13,5 km
- drei Panorama-Wanderwege durch die Umgebung[39]
- Trimm-dich-Pfad und Spielpfad im Pfaffenhofener Stadtwald[40]
- Start- bzw. Wegepunkt mehrere Radwege, wie Ilmtaltour, Spargeltour oder der Hallertauer Hopfentour.[41]

### Soziales und Gesundheit

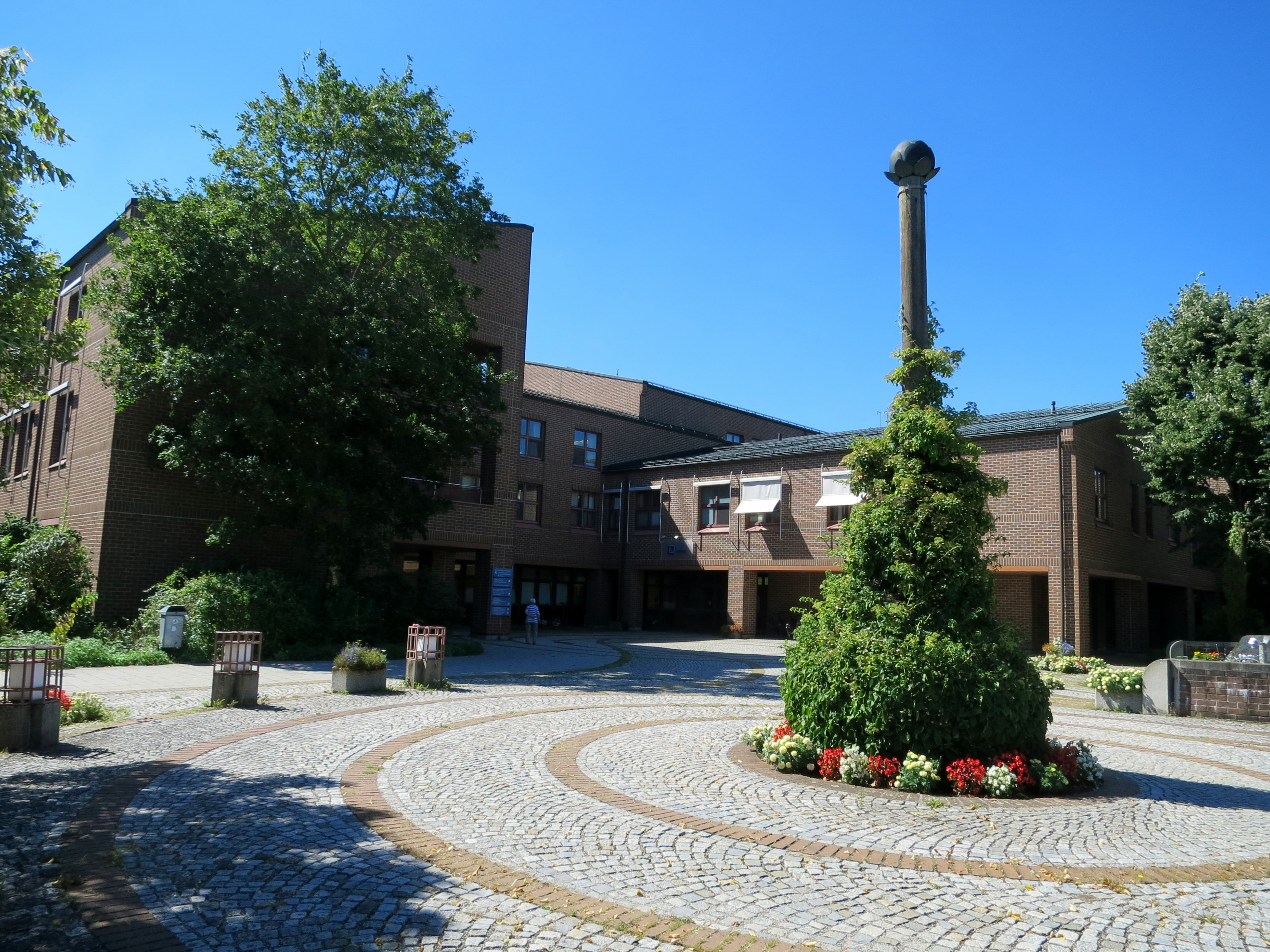
Ilmtalklinik

- Soziale Organisationen und Verbände wie beispielsweise Bayerisches Rotes Kreuz, Caritas, Prop e. V. Hospizverein, Pfaffenhofener Tafel und VdK übernehmen wichtige Funktionen bei der Betreuung der Bürger.
- Die Altenhilfe St. Franziskus, betrieben vom paritätischen Wohlfahrtsverband, hat eine Gesamtkapazität von 150 Plätzen und bietet 140 Wohn-/Pflegeplätze und 10 Kurzzeitpflegeplätze.
- Außerdem gibt es noch das Vitalis Seniorenzentrum St. Johannes in der Hohenwarter Straße und das NOVITA Seniorenzentrum im EcoQuartier.
- Das ehemalige Kreiskrankenhaus Ilmtalklinik wurde in eine privat betriebene Klinik umgewandelt.
- Das Heilpädagogische Zentrum Pfaffenhofen bietet umfassende Förderangebote für Kinder und Jugendliche mit unterschiedlichem Förderbedarf sowie Beratung für Eltern und Angehörige.
- Das städtische Seniorenbüro bietet neben einer Begegnungsstätte zahlreiche Aktionen, Veranstaltungen und Beratung für ältere Bürger auch im digitalen Bereich.[42]

### Jugendarbeit
Die Stadtjugendpflege Pfaffenhofen kümmert sich mit verschiedenen Projekten um die Belange junger Menschen. Hierfür gibt es unterschiedliche Einrichtungen:
- Das Jugendzentrum Atlantis am Eisstadion ist die Anlaufstelle für die offene Jugendarbeit.
- Eine Jugend-Anlaufstelle („Backstage“), in der sich Stadtjugendpfleger um die Probleme und Konflikte der Jugendlichen kümmern.
- Ein Jugendkultur- und Medienzentrum („Utopia“) mit eigenem Ton- und Filmstudio.
- Auf dem alten Heriongelände an der Kellerstraße eine Skatehalle.
- Mehrere legale Flächen für Graffiti im Stadtbereich.[43]

An den Abenden am Wochenende (19 bis 3 Uhr) dient der „Rufbus – Linie Nacht“ als Shuttle-Service für Jugendliche. Für den „Rufbus“ sind zahlreiche ehrenamtliche Fahrer tätig.
Auf dem jährlichen Open-Air-Band-Contest „Saitensprung“ können junge Nachwuchsmusiker ihr Können unter Beweis stellen. Die Bands werden von einer Jury sowie vom Publikum bewertet. Bei der Siegerehrung werden drei Gewinner und ein „Sieger der Herzen“ gekürt.
Seit 1998 gibt es in Pfaffenhofen ein gewähltes Jugendparlament mit 15 Mitgliedern, das alle zwei Jahre (jeweils im Dezember) neu gewählt wird. Durch das Einbringen von Vorschlägen in den Stadtrat bzw. die Stadtverwaltung oder auch durch eigene Aktivitäten gestaltet das Jugendparlament das Pfaffenhofener Gemeinwesen aktiv mit. Die Kandidaten sowie die Wahlberechtigten müssen die Bedingungen erfüllen, aus Pfaffenhofen und zwischen 14 und 21 Jahre alt zu sein.

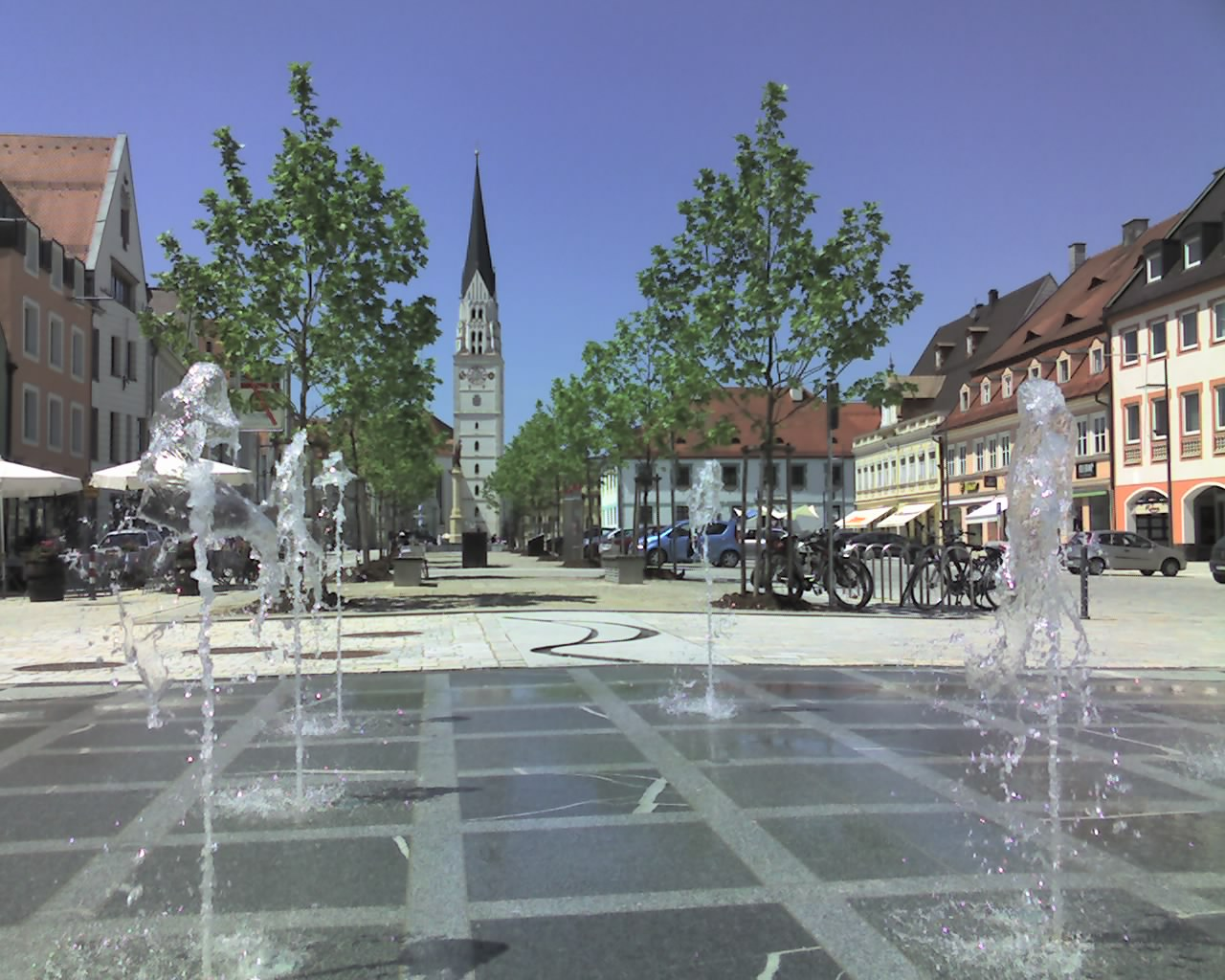
Der 2008/2009 neu gestaltete verkehrsberuhigte Hauptplatz

### Verkehr
Die Stadt besitzt Verkehrsanbindungen an die Ballungszentren München im Süden, Augsburg im Westen, Ingolstadt und Regensburg im Norden sowie Landshut im Osten, zum einen über die Bundesautobahnen A9 München–Ingolstadt-Nürnberg, A93 München–Regensburg und die Bundesstraße 13, zum anderen durch die Bahnstrecke München–Treuchtlingen. Der Flughafen München ist 45 km, der Flughafen Nürnberg 110 km entfernt.
Die Bundesstraße 300 Memmingen–Augsburg–Ingolstadt–Regensburg verläuft ca. acht Kilometer nördlich von Pfaffenhofen.
Pfaffenhofen betreibt ein kostenloses Stadtbusnetz, außerdem verbinden Regionalbuslinien und der Ortsteil-Rufbus den Bahnhof und die Schulen mit den umliegenden Dörfern oder Stadtteilen.
Das ehrenamtliche Projekt „Linie Nacht“ transportiert Jugendliche mit Rufbussen zu Partys, zum Kino, zur Disco etc., der Rufbus bringt sie wieder nach Hause.

### Trinkwasserversorgung und Abwasserentsorgung
Die Gewinnung, Aufbereitung und Verteilung des Trinkwassers wird von den Stadtwerken Pfaffenhofen übernommen. Das Trinkwasser für Pfaffenhofen stammt ausschließlich aus Grundwasser. Es wird in sieben Brunnen aus 75 bis 150 Metern Tiefe gefördert. Teilweise erfolgt anschließend noch eine Enteisenung und Entmanganung des Wassers, bevor es in das 215 Kilometer lange Leitungsnetz abgegeben wird. Hier sind drei Hochbehälter zwischengeschaltet, die der Druckerhaltung dienen und Verbrauchsspitzen abdecken.
Jeder Pfaffenhofener verbraucht täglich durchschnittlich 135 Liter Trinkwasser (Bundesdurchschnitt: 127 Liter), insgesamt beträgt die Abgabe der Stadtwerke 1,2 Mio. m³ jährlich. Der Anschlussgrad an das Trinkwassernetz liegt in Pfaffenhofen bei 100 Prozent.
Mit einer Gesamthärte zwischen 13,2 und 14,1 °dH fällt das Wasser in den Härtebereich „mittel“. Der Brutto-Verbrauchspreis liegt bei 2,36 Euro je Kubikmeter.
Auch die Ableitung und Reinigung des anfallenden Abwassers fällt in den Zuständigkeitsbereich der Stadtwerke Pfaffenhofen. 97,5 % der Stadtbewohner waren 2016 an die Kanalisation angeschlossen. Sie hat im Ortsgebiet eine Länge von 190 Kilometern. Das Abwasser wird in der zentralen Kläranlage Pfaffenhofen  gereinigt. Neben dem Abwasser der Stadt gelangt auch das der Gemeinden Hettenshausen, Ilmmünster und Scheyern zur Anlage. Sie hat eine Kapazität von 54.000 Einwohnerwerten und behandelt jährlich etwa 5 Mio. m³ Abwasser im Belebtschlammverfahren. Das gereinigte Wasser wird in die Ilm eingeleitet. Der anfallende Klärschlamm wird verfault, das bei der Faulung entstehende Klärgas wird zur Strom- und Wärmeerzeugung verwendet.

### Medien
Pfaffenhofen an der Ilm wird vom Donaukurier aus Ingolstadt mit einer Lokalzeitung versorgt. Die Lokalausgabe für Pfaffenhofen heißt Pfaffenhofener Kurier. Diese Zeitung wird sowohl in Wolnzach als auch in Geisenfeld gelesen. Die Geschäftsstelle befindet sich am Hauptplatz 31 in Pfaffenhofen.
Obwohl Pfaffenhofen recht nah auch an Neuburg und Augsburg liegt, gibt die Augsburger Allgemeine Zeitung keine Lokalausgabe für die Pfaffenhofener Gegend heraus. Gleiches gilt für die Münchner Zeitungen Münchner Merkur und Süddeutsche Zeitung. Letztere ist als Stadt-Ausgabe erhältlich.
Die Stadt Pfaffenhofen und der Landkreis gehören zum Sendegebiet der Hörfunksender Radio IN und Radio Galaxy sowie des Fernsehsenders tv.ingolstadt. Das Programm von Radio IN und der Lokalteil von Radio Galaxy werden im Funkhaus Ingolstadt produziert.
Die in Pfaffenhofen ansässigen Hörfunksender Radio Ilmwelle, Radio Ilmwelle 90's, Radio Ilmwelle Event, Radio Ilmwelle Schlager, PN eins Dance senden seit 13. August 2019 über Internet-Stream. Das gemeinsame Funkhaus stellte an diesem Tag wegen Insolvenz den DAB-Sendebetrieb ein.

### Sender Pfaffenhofen (Ilm)
Koordinaten: 48° 32′ 35″ N, 11° 25′ 53″ O
In einem bewaldeten Gebiet 500 Meter westlich des Dorfes Wolfsberg betreibt die Deutsche Telekom den 160 Meter hohen Turm des Senders Pfaffenhofen zur Abstrahlung von UKW, DVB-T, Mobilfunk und Richtfunk. Der Turm steht auf einem 513 Meter hohen Berg.
Es handelt sich um einen Typenturm aus Stahlbeton vom Typ D, der bundesweit nur fünfmal gebaut wurde.

## Kultur und Sehenswürdigkeiten

### Denkmalgeschütztes Ensemble Hauptplatz
Das Ensemble umfasst den Hauptplatz mit seinen umgebenden Bauten, der den historischen Kern der Stadt bildet. Es erstreckt sich zwischen dem Rathaus im Osten und der Pfarrkirche mit ihrem mächtigen Turm im Westen einschließlich des Neurenaissancebaus, der die westliche Schmalseite der Platzanlage bildet, entsprechend dem Rathaus im Osten. Die längsseitigen Platzwände werden an der Südseite vornehmlich von Giebelhäusern und an der Nordseite von Traufseithäusern, zumeist Neubauten oder Umbauten nach 1800 gebildet.

### Baudenkmäler (Auswahl)
- Das Rathaus am östlichen Ende des 300 Meter langen und 40 Meter breiten historischen Hauptplatzes
- Das Haus der Begegnung (ehemalige Mädchenschule) ist der westliche Hauptplatz-Gegenpol zum Rathaus.
- Die katholische Stadtpfarrkirche St. Johannes Baptist (1393 geweiht) ist das älteste Gebäude der Stadt. Der 77 Meter hohe Kirchturm wurde 1531 fertiggestellt; er ist das Wahrzeichen der Stadt.[52] Im 17. Jahrhundert wurde die Kirche barockisiert.
- Ihr gegenüber, an der Nordseite des Oberen Hauptplatzes, befindet sich die im Jahre 1717 erbaute Spitalkirche Heiliger Geist, die Hospizkirche des ehemaligen Franziskanerklosters.
- Der Pfänderturm, auch Hungerturm genannt, ist von einst 17 Stadttürmen als einziger unverändert geblieben.
- Das Gebäude des alten Rentamts beherbergt wieder seinen rechtlichen Nachfolger, das Landratsamt. Zwischenzeitlich diente es als Rathaus.
- Der Flaschlturm, einst Teil der Stadtbefestigung aus dem 15. Jahrhundert, wurde komplett restauriert und wird vermietet. Im Sommer steht er für drei Monate dem jeweiligen Joseph-Maria-Lutz-Stipendiaten als Wohnung zur Verfügung.
- Die ursprüngliche Stadtpfarrkirche und jetzige Friedhofskirche St. Andreas

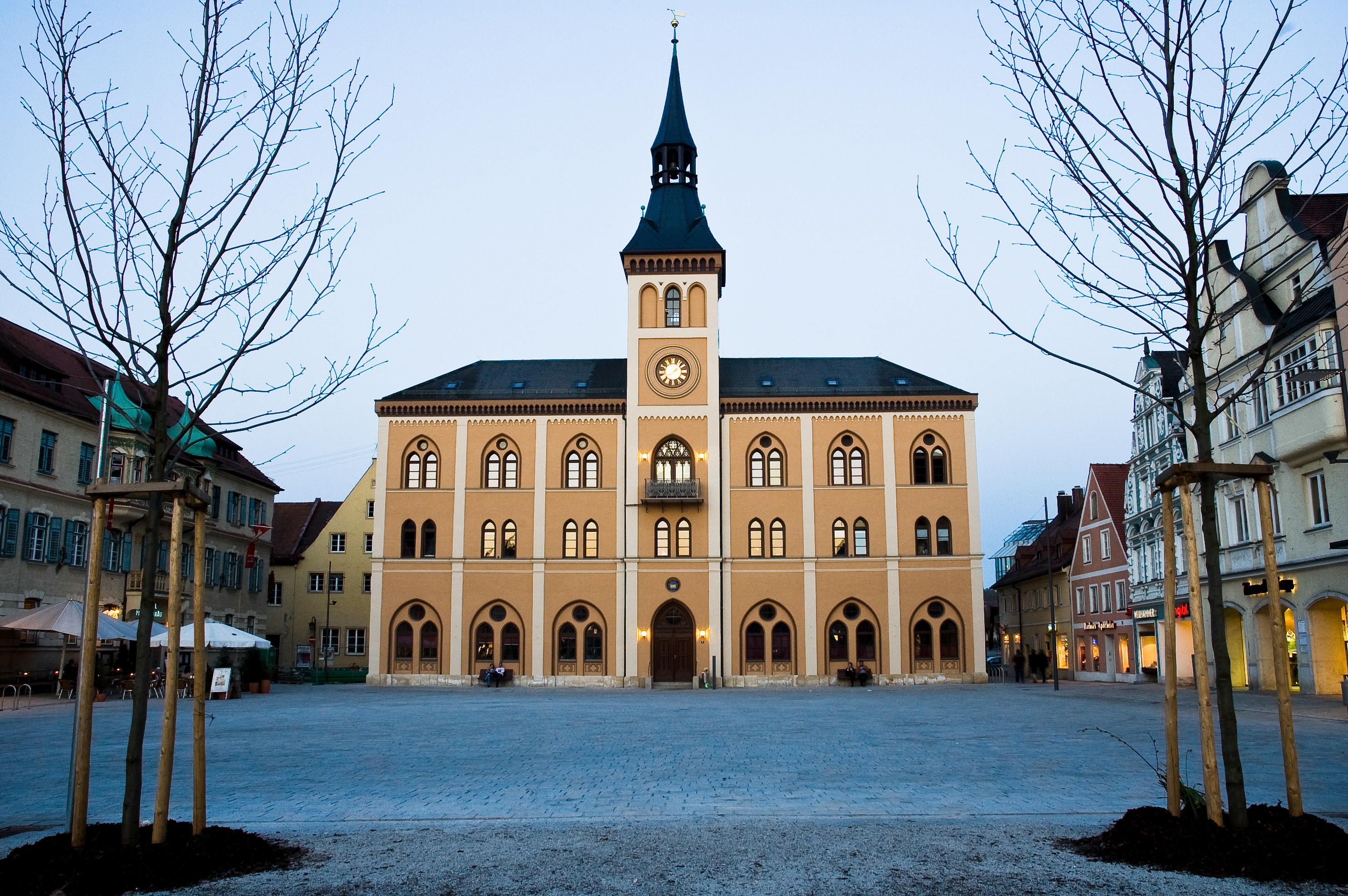
Rathaus am Hauptplatz
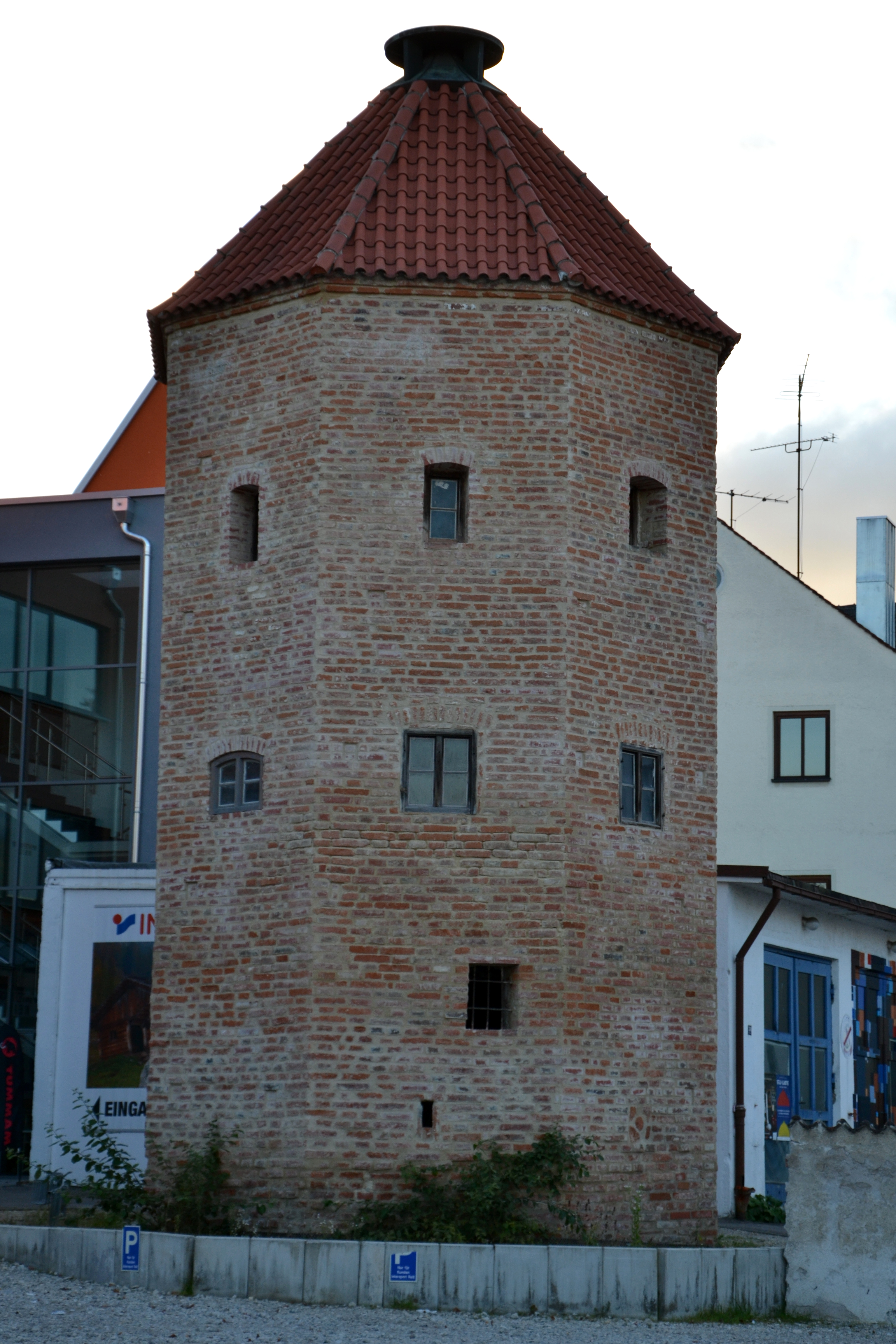
Der Pfänderturm oder Hungerturm
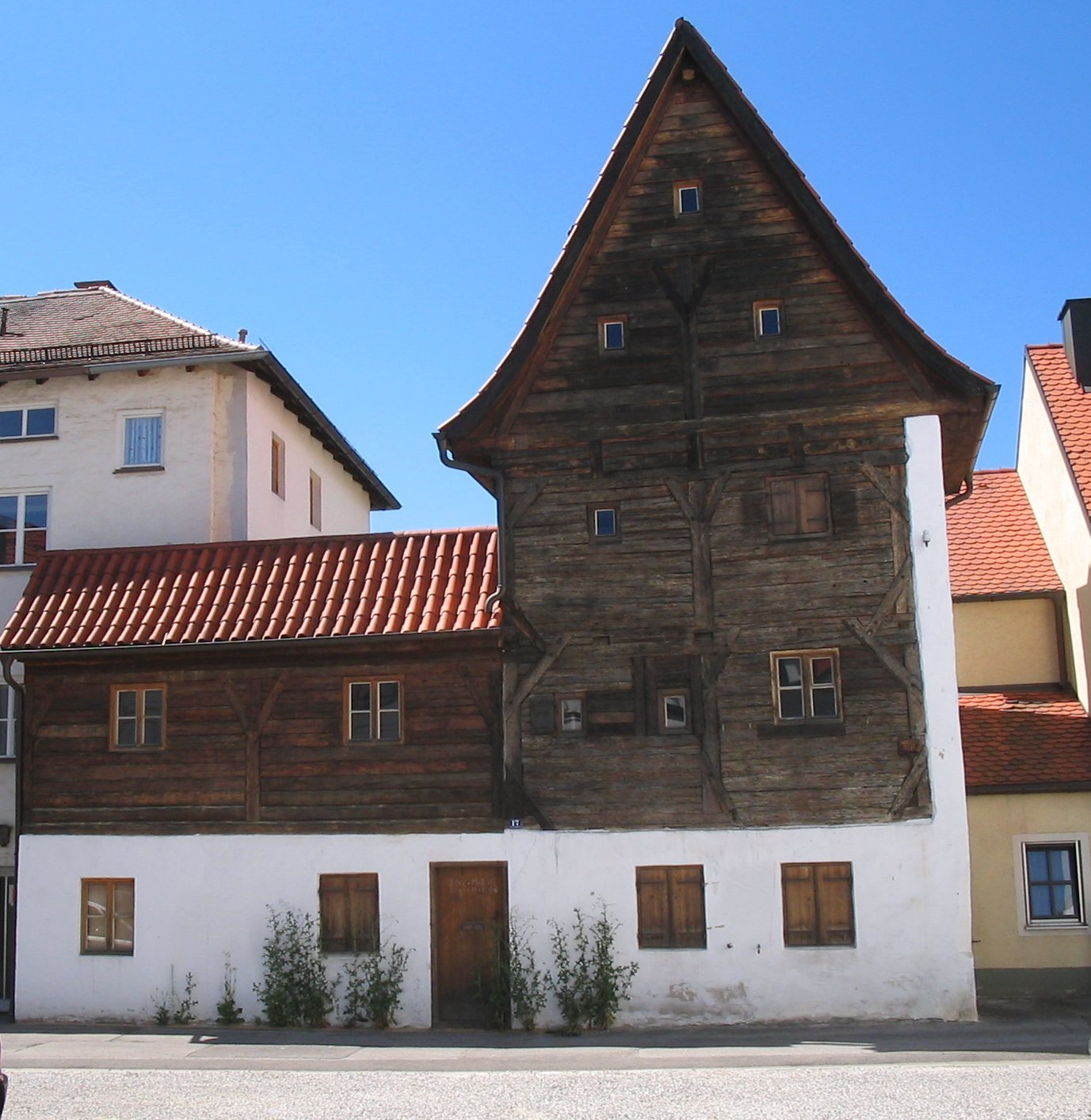
An der Oberen Stadtmauer
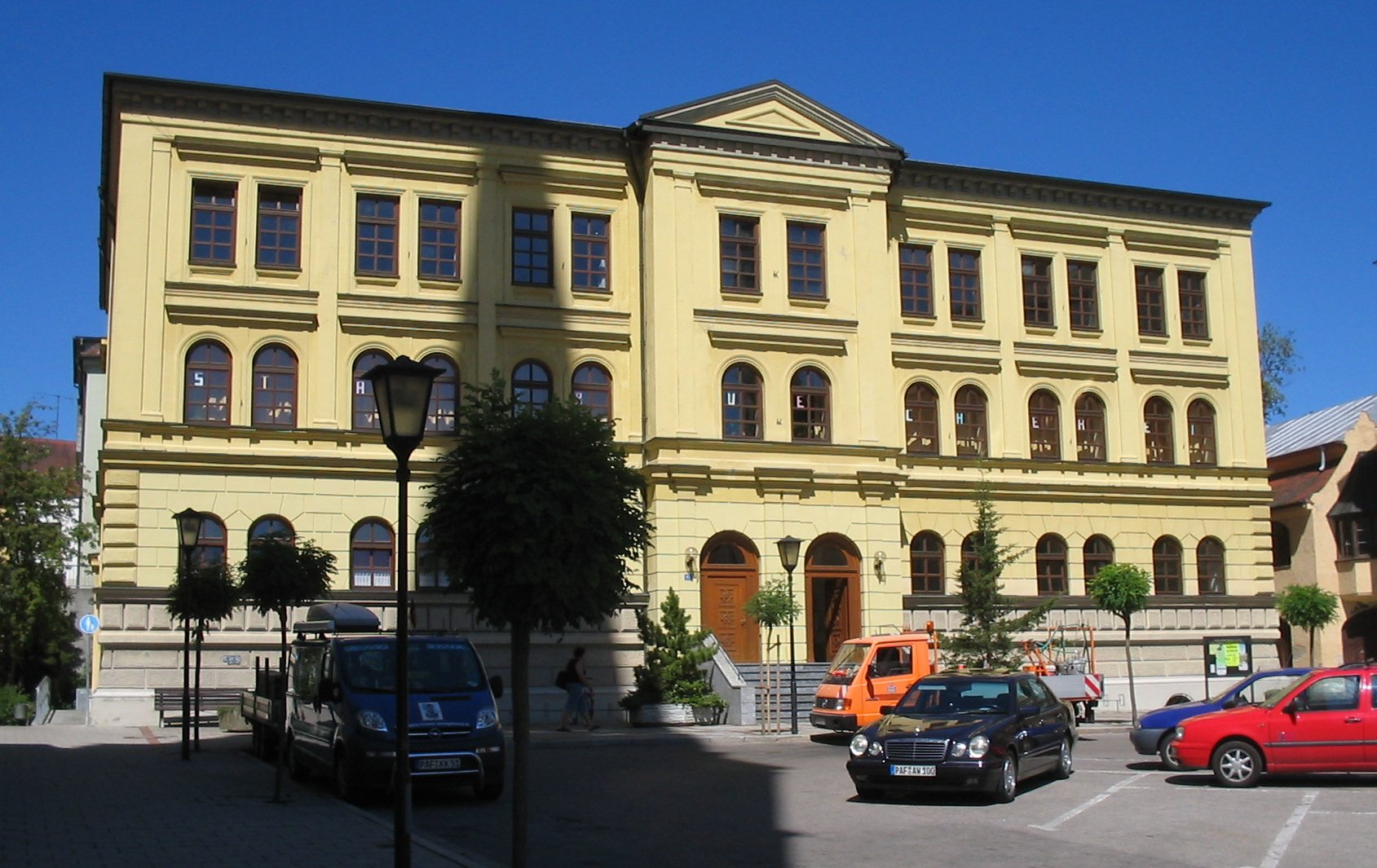
Haus der Begegnung
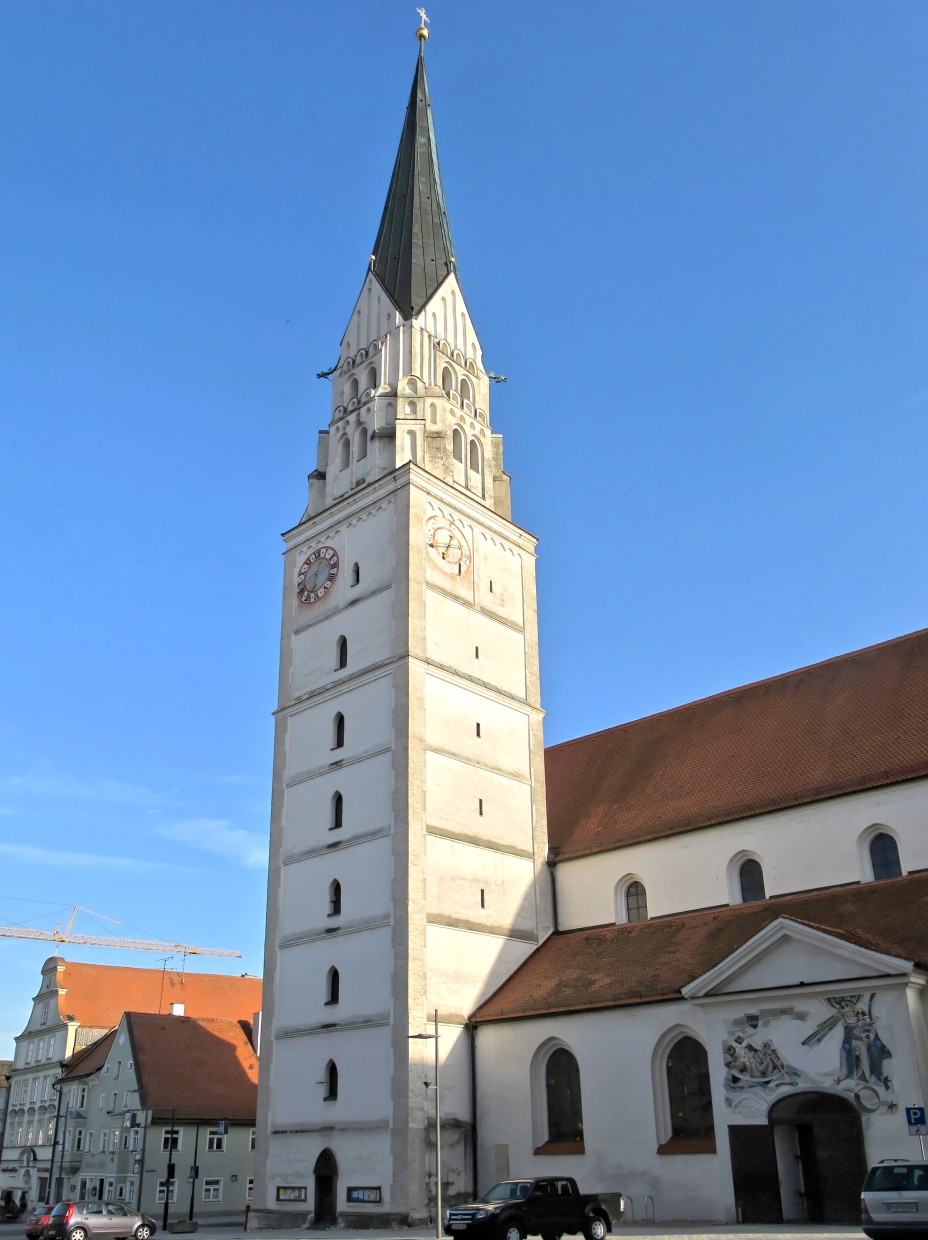
Stadtpfarrkirche St. Johannes Baptist
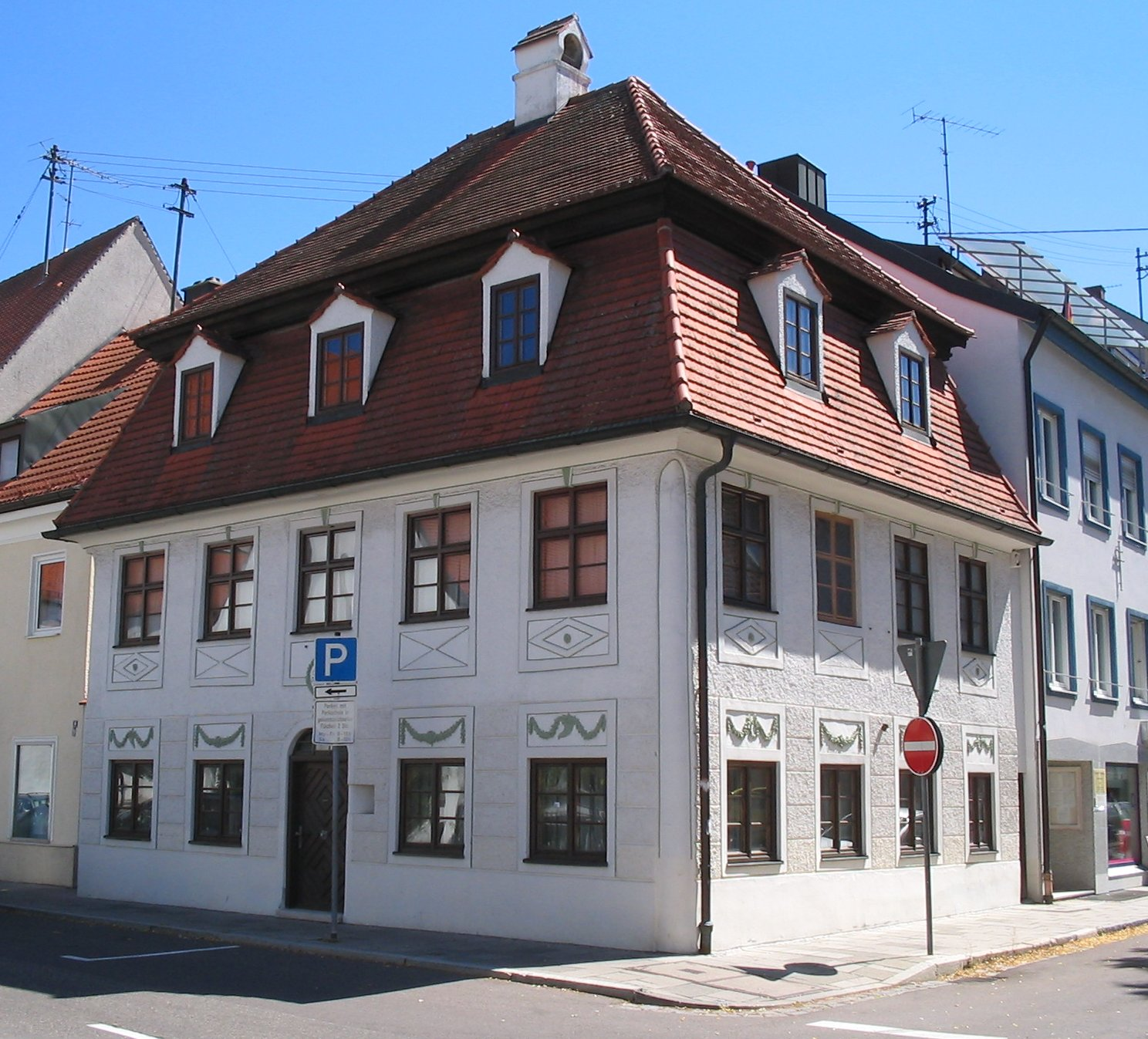
Ehemaliges Mesnerhaus
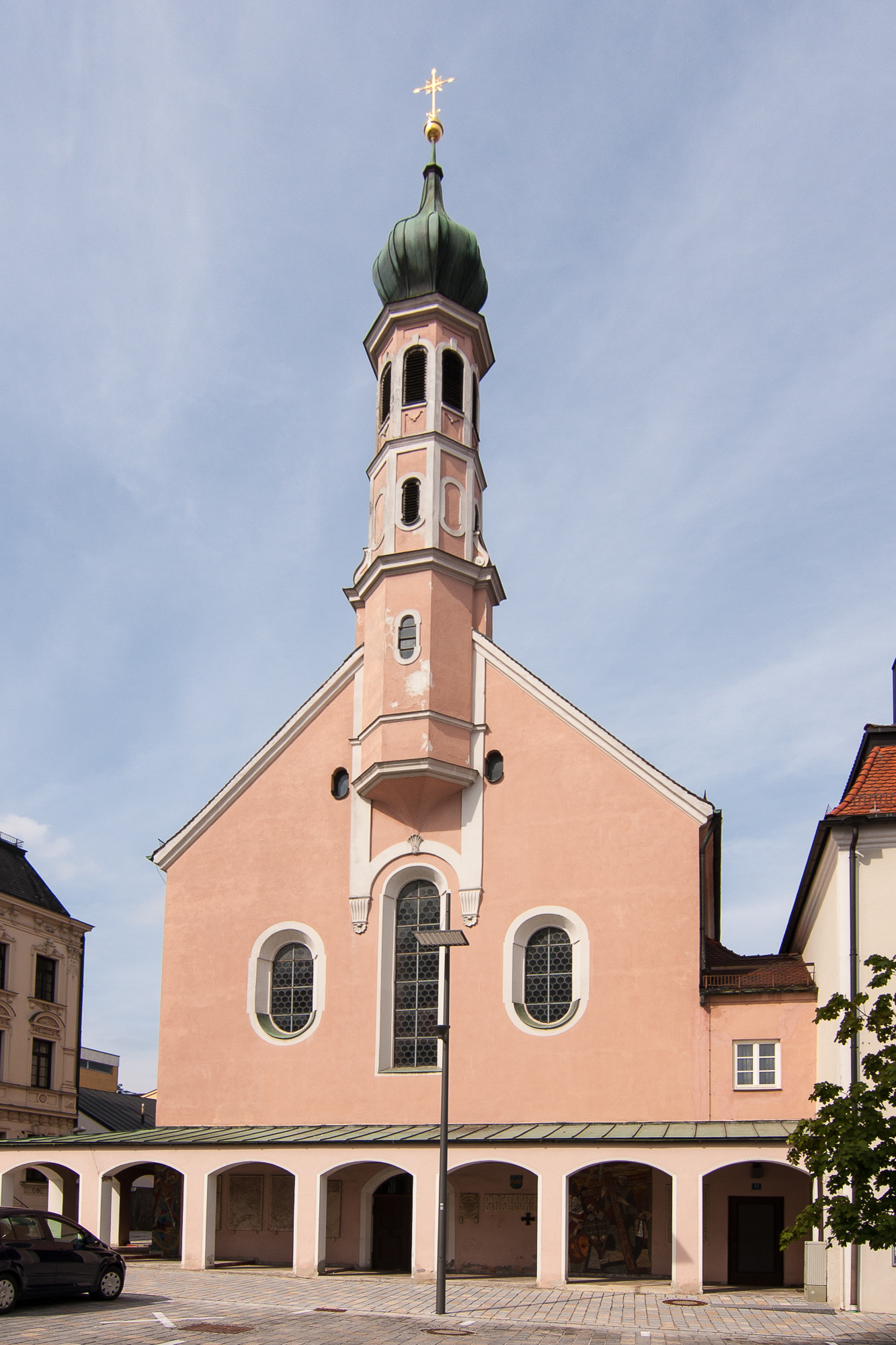
Spitalkirche am Hauptplatz

### Museen

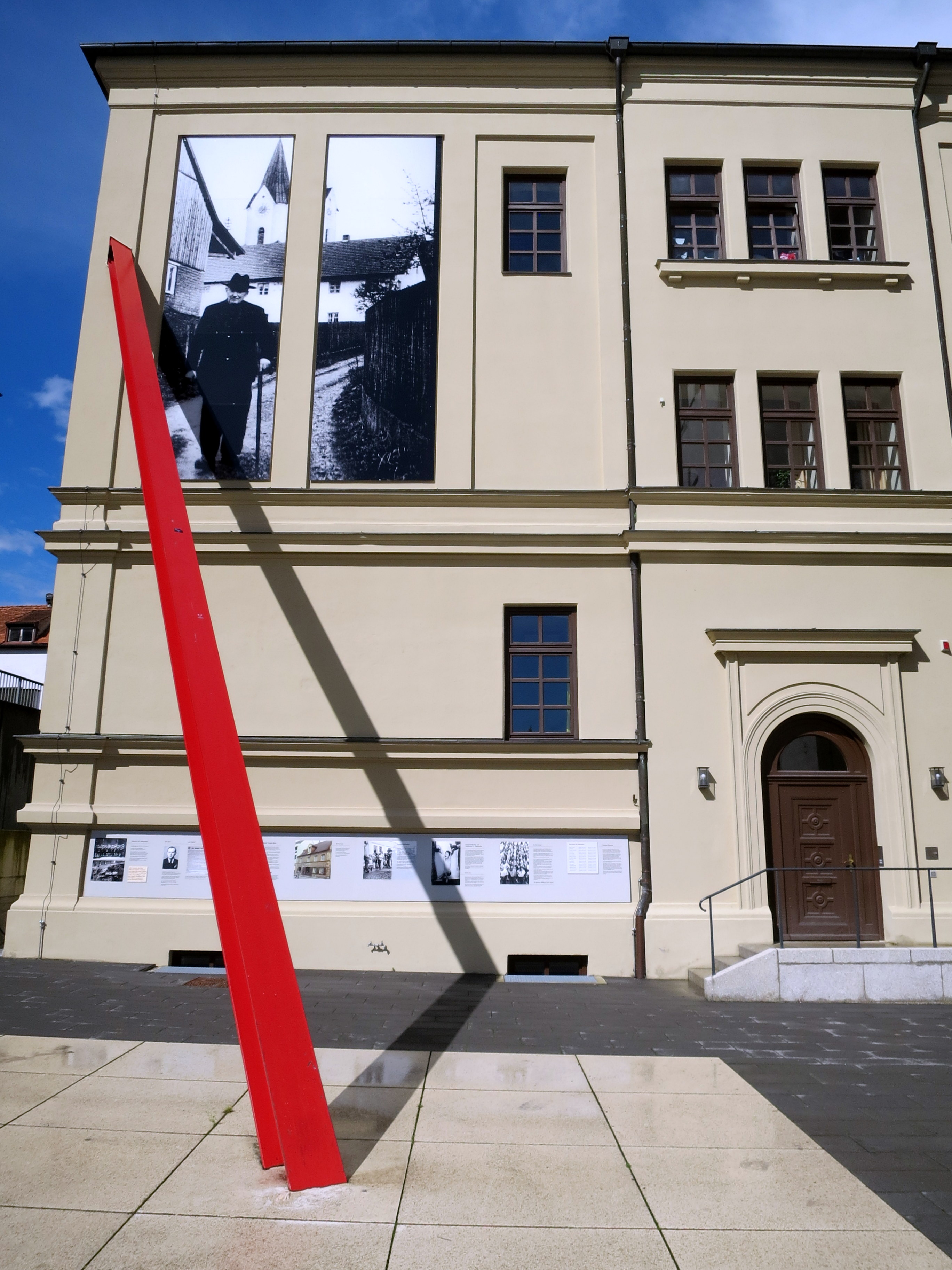
Gedenkstätte Nationalsozialismus am Haus der Begegnung

- Dichtermuseum Joseph Maria Lutz in der gleichnamigen Schule
- Lebzelterei- und Wachsziehermuseum Pfaffenhofen: Privates Museum im Café Hipp
- Städtische Galerie im Haus der Begegnung am Hauptplatz
- Dauerausstellung an der Südseite des Hauses der Begegnung: Denkmal für die Opfer des Nationalsozialismus
- Kunsthalle (wechselnde Ausstellungen)

### Ausstellungen
In der Städtischen Galerie im Haus der Begegnung richtet die Stadt Pfaffenhofen regelmäßige Ausstellungen aus. Die Galerie versteht sich als Plattform für regionale und überregionale Künstler. Die Ausstellungen dauern in der Regel zehn Tage und werden von den Künstlern und Ausstellern eigenständig organisiert.
Unter dem Motto Kunst im Rathaus werden im Pfaffenhofener Rathaus langfristige Ausstellungen durchgeführt. Diese dauern meistens zwei bis drei Monate.
Seit 2009 organisiert der Neue Pfaffenhofener Kunstverein Ausstellungen, Lesungen und weitere Veranstaltungen in den Kunsthallen der Stadt auf dem ehemaligen Herion-Gelände. Eine größere Ausstellung war Beuys und die Demokratie im Sommer 2011. Während der 2018er Paradiesspiele waren die Künstler Wolfgang Ellenrieder und Thomas Rentmeister zusammen mit ehemaligen Studierenden zu Gast. Die Ausstellung lief unter dem Titel My private Paradise.
In Zusammenarbeit mit dem Neuen Pfaffenhofener Kunstverein e. V. finden auch Ausstellungen im öffentlichen Raum statt, z. B. auf dem Hauptplatz. Der Verein betreibt auch das Kreativ-Quartier in der „Alten Kämmerei“ mit 14 Künstlerateliers.

### Konzerte
Seit dem Jahr 1986 finden im Festsaal des Pfaffenhofener Rathauses regelmäßig klassische Konzerte statt. Bei den Rathauskonzerten waren bereits namhafte Künstler wie zum Beispiel Daniel Rivera oder Bernd Glemser zu Gast.
Zur Konzertreihe Pfaffenhofener Kultursommer treten jedes Jahr überregionale und regionale Künstler an verschiedenen Orten in der Stadt auf. Großer Beliebtheit erfreuen sich die kostenlosen Konzerte auf dem Hauptplatz oder im Bürgerpark.

### Kulturförderpreis
Seit 1993 vergibt die Stadt alljährlich einen Kulturförderpreis, der vom damaligen Musikreferenten des Stadtrats Max Penger initiiert wurde. Er hat vornehmlich ideellen Charakter und wurde ursprünglich an begabte Künstler in Ausbildung verliehen oder an Personen oder Gruppen, die sich um das künstlerische Leben der Stadt verdient gemacht haben oder auch an Personen, die sich aufgrund besonderer Leistungen überregional etabliert haben. Seit 2018 ist der Kulturförderpreis jungen Talenten vorbehalten. Der Preis war zunächst mit 1000 und ist seit 2008 mit 1500 Euro dotiert.
Preisträger der vergangenen Jahre waren Max Hanft (1993, Musik, erster Preisträger); das Kabarett 'Stachelbär' (1994); Marion Lustig (1995, Musik); Steffen Kopetzky (1997, Literatur); Clemens Benecke alias C.B. Green (1999, Musik); Matthias Franz jun. (2000, Musik); Norbert Käs (2001, Malerei); Christoph Hörmann (2002, Musik); die vhs-Fotofreunde (2003); Roberto Di Gioia (2004, Musik); Benedikt Hipp (2005, Malerei); David Böhm (2006, Musik); Tomi Wendt (2007, Musik); Nico Bleutge (2008, Literatur); Michael Leopold (2009, Musik); der Verein 'Künstlerwerkstatt Pfaffenhofen e. V.' (2010); Sebastian Klein (2011, Malerei); Laura Maire (2012, Schauspielerin und Synchronsprecherin); Stadtkapelle Pfaffenhofen (2013, Musik); Falco Blome (2014, Theaterregie); Kilian Brock (2015, Musik); Philipp Brosche (2016, Malerei und Musik); Daniel Reisner (2017, Musik), Markus Ostermair (2019, Literatur).
Seit 2018 wird in Ergänzung zum Kulturförderpreis alle fünf Jahre – immer zu den Paradiesspielen – der Kulturpreis für verdiente Künstler und Kulturschaffende verliehen. Der Preis soll Anerkennung sein für langjähriges Engagement im Kulturbereich in Pfaffenhofen oder auch für das Lebenswerk eines renommierten Künstlers aus der Gegend. Die Preisträger des Kulturpreises erhalten ein eigens geschaffenes Kunstobjekt als Ehrengabe.
Den ersten Pfaffenhofener Kulturpreis hat 2018 das Pfaffenhofener Konzertgremium verliehen bekommen. Seit 30 Jahren organisiert dieses die Pfaffenhofener Rathauskonzerte und konnte so schon über 150 Konzerte aus dem Bereich der klassischen Musik in Pfaffenhofen veranstalten.

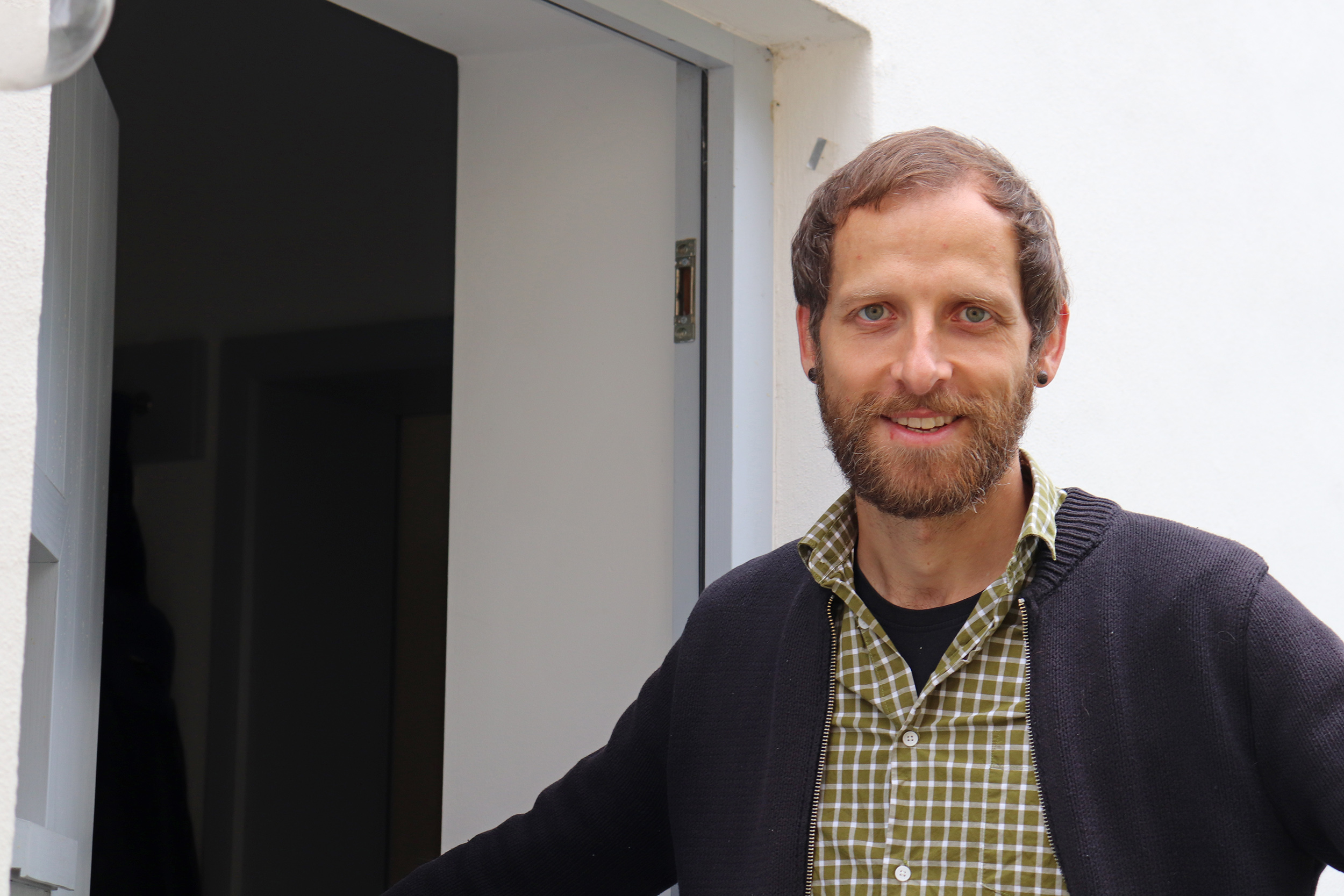
Lutz Stipendiat 2020 Erik Wunderlich beim Einzug in den Flaschlturm

### Lutz-Stipendium für Schriftsteller
Seit 2014 vergibt die Stadt Pfaffenhofen ein dreimonatiges Aufenthaltsstipendium für Schriftsteller. Das Stipendium ist benannt nach dem Pfaffenhofener Schriftsteller Joseph Maria Lutz (1893–1972). Es ist dazu bestimmt, dass die Schriftsteller literarische Arbeiten beginnen, realisieren oder fertigstellen. Die Stipendiaten wohnen während dieser Zeit im historischen Flaschlturm. Zu ihren Aufgaben gehört es, einen Text über Pfaffenhofen zu verfassen, im Sinne des Romans Ein Zwischenfall von Joseph Maria Lutz. Die bisherigen Stipendiaten waren Matthias Jüngler (2014), Marco Dinic (2015), Johann Reißer (2016), Marie-Alice Schultz (2017), Peter Zemla (2018), Laura Bärtle (2019), Erik Wunderlich (2020).

### Pfaffenhofener Lesebühne
Ein Wochenende lang jeweils im Herbst kommen Autoren zu Lesungen nach Pfaffenhofen. Die jeweils rund sechs Veranstaltungen finden in kleinem Rahmen im Festsaal des Rathauses oder im Haus der Begegnung statt.

### Sport
In Pfaffenhofen gibt es zahlreiche Sportvereine, zum Beispiel:
- Ball-Club (BC) Uttenhofen
- Billard-Sport-Club Pfaffenhofen a. d. Ilm
- Bowling-Sport-Club und 1. Bowling-Verein 1984 Pfaffenhofen a.d.Ilm e. V.
- Eis-Club (EC) Pfaffenhofen a.d. Ilm e. V.
- Fußball-Club (FC) Tegernbach
- Fußball-Sport-Verein (FSV) Pfaffenhofen a.d. Ilm e. V.
- Luftsportverein Pfaffenhofen e. V.
- Motorsportclub (MSC) Pfaffenhofen
- MTV Pfaffenhofen; größter Sportverein (Mit knapp 3300 Mitgliedern) im Landkreis Pfaffenhofen/Ilm mit vielen Sportarten: Fußball, Handball, Leichtathletik, Turnen, Volleyball, Judo, Karate, Schwimmen oder Tennis.
- Radsportverein Hallertau e. V.
- Sektion Pfaffenhofen-Asch des DAV sowie des DSV, als zweitgrößter Verein (Mit knapp 3000 Mitgliedern) im Landkreis Pfaffenhofen/Ilm.
- Sport-Club (SC) Pfaffenhofen
- Taekwon-Do 1995 Pfaffenhofen a. d. Ilm e. V.
- Tauchsportclub Marlin e. V.
- Türk Sport Verein (TSV) Pfaffenhofen 1988 e. V.
- Sportgremium Pfaffenhofen (Arbeitsgemeinschaft der 31 Sportvereine der Stadt)

Daneben unterhalten zahlreiche überregionale Vereine, Vereinigungen und Dachverbände – wie der DAV, DSV der BLSV und der BFV – in Pfaffenhofen lokale Vertretungen, Untergruppen.

### „Schäfflertanz“
Alle sieben Jahre führt die Schäfflertanzgruppe des MTV 1862 Pfaffenhofen den traditionellen Zunfttanz auf, dessen Geschichte bis ins Jahr 1517 zurückgeht. Erstmals in Pfaffenhofen wurde er 1930 aufgeführt, das letzte „Schäfflerjahr“ war 2019.

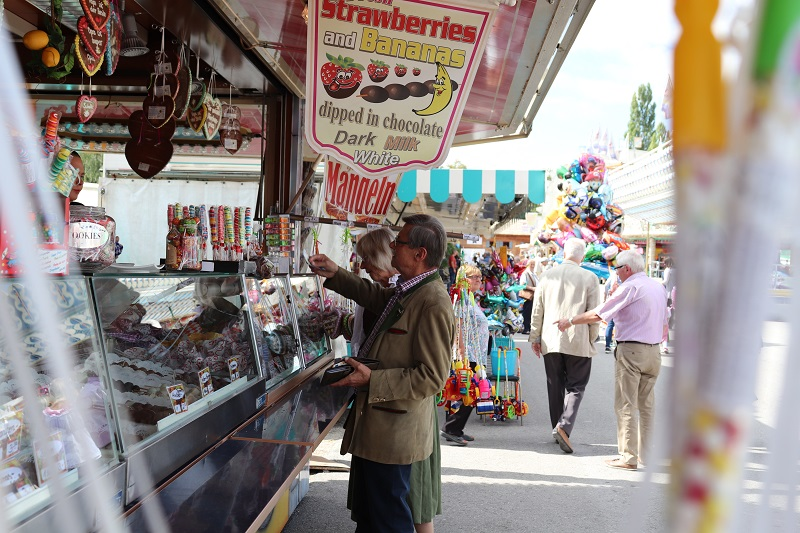
Jedes Jahr im Herbst findet das Pfaffenhofener Volksfest statt

### Regelmäßige Veranstaltungen
- Volksfest (Anfang bis Mitte September)
- Christkindlmarkt auf dem Hauptplatz
- Kultursommer, bzw. alle 5 Jahre die Paradiesspiele
- Nacht der Kunst
- Saitensprung – Bandwettbewerb
- Dulten (jeweils mit verkaufsoffenem Sonntag):

– Josephidult (Mitte März)
– Maidult
– Herbstdult (Anfang Oktober)
– Martinidult (Mitte November)
- Gastronomische Schmankerlwochen:

– Hallertauer Hopfenspargelwochen – die jungen, noch weißen Triebe des Hopfens sind eine Delikatesse (Mitte März bis Ende April)
– Hallertauer Spargelwochen (Ende April bis 24. Juni)
– Hallertauer Hopfenwochen (Anfang August bis Mitte September)
– Hallertauer Wildwochen (Mitte Oktober bis Mitte November)
- Monatlicher Flohmarkt (am 4. Sonntag d. M.)[60] und Nachtflohmarkt (Mitte August)
- Weinfest des Sportgremiums Pfaffenhofen seit 1978 (jeweils am letzten Samstag im Juli)

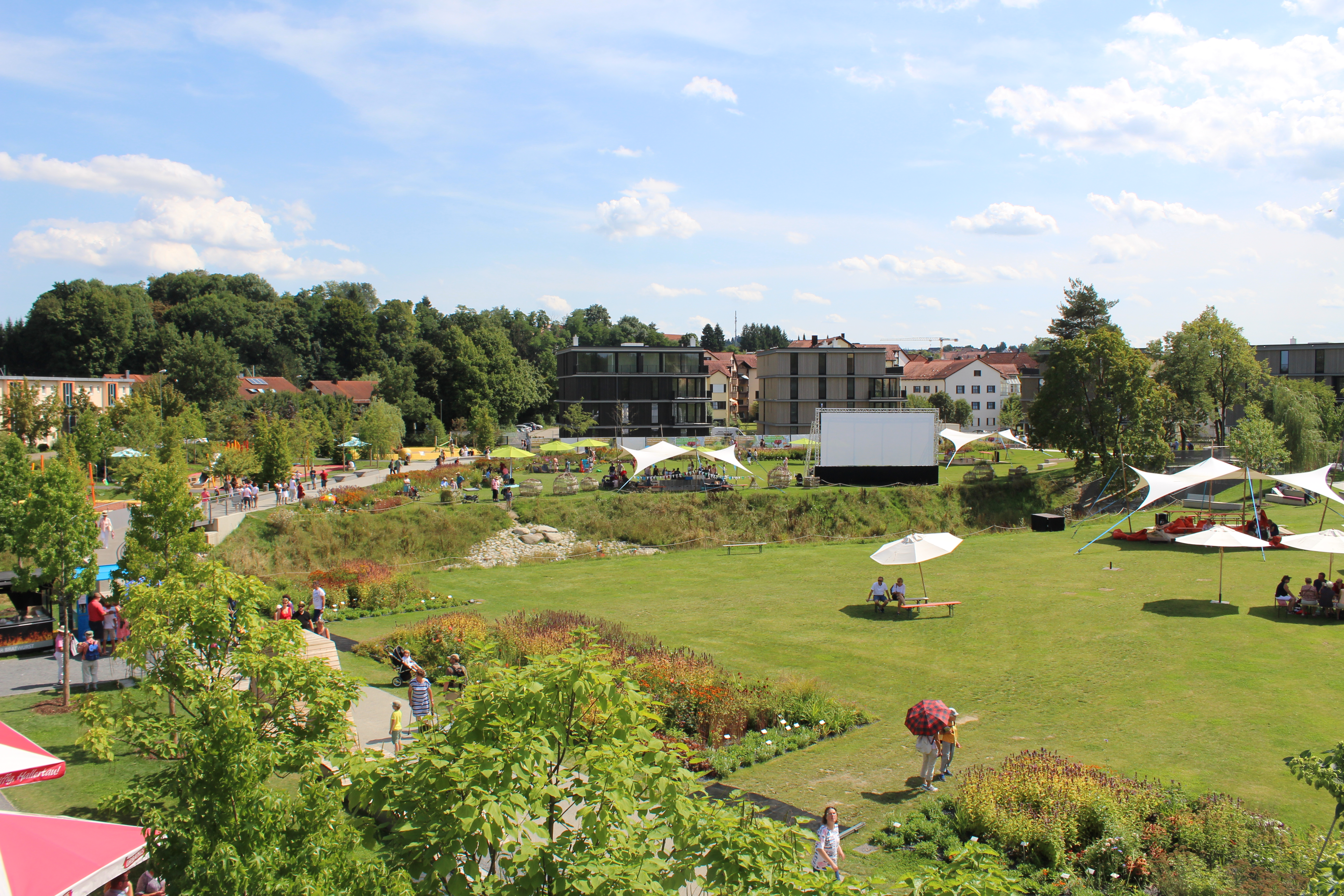

### Kleine Landesgartenschau „Natur in Pfaffenhofen 2017“
Die Stadt Pfaffenhofen a.d.Ilm war Ausrichter der kleinen Landesgartenschau im Jahr 2017 und setzte sich somit mit ihrem Konzept Natur in der Stadt gegen die Mitbewerberstädte Mühldorf a.Inn und Freystadt durch. Mit der sogenannten kleinen Landesgartenschau sollen tragfähige städtebauliche Konzepte für mehr Grünflächen im innerstädtischen Bereich umgesetzt werden. Für „Natur in Pfaffenhofen 2017“ liefen die Planungen für Umbaumaßnahmen in der Pfaffenhofener Innenstadt bereits im Herbst 2011 an.
Für Pfaffenhofen war die Gartenschau 2017 ein großer Gewinn: Während den 89 Tagen wurde ein abwechslungsreiches Programm veranstaltet. Über 330.000 Besucher konnten gezählt und 14.500 Dauerkarten verkauft werden – letzteres ein absoluter Rekord für eine regionale Gartenschau. Das Gelände von „Natur in Pfaffenhofen 2017“ bleibt den Bürgern erhalten, und so profitieren diese jetzt von drei neuen Parks, fünf Zugängen zur Ilm und insgesamt 5,8 Hektar Grünflächen, die dauerhaft zur Verfügung stehen. Oft wurde die regionale Gartenschau als „Das Pfaffenhofener Sommermärchen“ bezeichnet.
Das Gelände war während der Gartenschau in vier Bereiche gegliedert: der Sport- und Freizeitpark, der Bürgerpark, die Ilminsel und der Volksfestplatz. Diese bleiben, bis auf die Ausstellung auf dem Volksfestplatz, dauerhaft erhalten. Unter dem Motto „Pfaffenhofen an die Ilm“ war ein Ziel, die Ilminsel zu renaturieren und die Ilm zugänglicher zu machen. Dafür wurden auf der Ilminsel Terrassen gebaut, durch die man am Ufer sitzen und auch durch das Wasser waten kann. Im Bürgerpark wurden eine Belvedere, die einen schönen Ausblick über den Fluss bietet, und eine Fischaufstiegshilfe an der Arlmühle gebaut. Und auch im Sport- und Freizeitpark wurden die Ufer der Ilm abgeflacht, es gibt dort jetzt Blumenwiesen und Kiesbänke.

### Organisationen im Kulturbereich
Zur Förderung des Jazz und der Bildenden Kunst wurde im Jahr 2001 der Verein „Künstlerwerkstatt e. V.“ gegründet. Bereits seit dem Jahr 1996 fanden Jazzkonzerte in der Werkstatt nahe dem Pfaffenhofener Bahnhof statt. Inzwischen bietet die Werkstatt regelmäßige Konzerte und Ausstellungen. Der Verein arbeitet gemeinnützig, er finanziert sich über Spenden und Mitgliedsbeiträge.
Im Dezember 2007 hat sich unter dem Namen „Neuer Pfaffenhofener Kunstverein e. V.“ ein gemeinnütziger Kunstverein gegründet. An seiner Spitze stehen der Schriftsteller Steffen Kopetzky sowie der Maler Christoph Ruckhäberle. Der Verein organisiert Ausstellungen, Lesungen und Kunstausstellungsbesuche.
Der 2009 gegründete „Internationale Kulturverein Pfaffenhofen e. V.“ hat sich interkulturelle und interreligiöse Arbeit sowie die Integration zum Ziel gesetzt. Ein großes Projekt des Internationalen Kulturvereins waren die „Interkulturellen und Interreligiösen Wochen 2018“. Auf dem Programm standen u. a. das Internationale Kulturfest, eine Ausstellung mit Kunst aus Südosteuropa, der Vortrag der Islamwissenschaftlerin Hamideh Mohagheghi und der Kindertag „Erzähl eine Geschichte“.

## Nationale / internationale Auszeichnungen

### Lebenswerteste Stadt der Welt
Im Oktober 2011 wurde Pfaffenhofen mit dem International Award for Liveable Communities, kurz LivCom-Award, ausgezeichnet. Die Stadt gilt durch den vom Umweltprogramm der Vereinten Nationen (UNEP) unterstützten Preis als weltweit lebenswerteste Stadt zwischen 20.000 und 70.000 Einwohnern. Pfaffenhofen konnte die Jury in den sechs Kategorien Lebensraum-Gestaltung, Kulturförderung, Bewahrung des traditionellen Erbes, Bürgerbeteiligung, Gesundheit und Soziales oder Strategien für die Verbesserung von Umweltschutz und Lebensqualität überzeugen. Neben dem LivCom-Award wurde Pfaffenhofen auch ein Umwelt-Sonderpreis verliehen.

### Nachhaltigkeitspreis 2013
Besonders in Würdigung der erfolgreichen Öko-Bilanz und der menschengerechten Stadtplanung zeichnete die Jury des Deutschen Nachhaltigkeitspreises die Stadt mit dem Prädikat „Nachhaltigste Kleinstadt Deutschlands“ aus. Die Jury honorierte damit insbesondere und unter anderen Kriterien das Pfaffenhofener Bürgerbeteiligungsprogramm „PAF und DU“ sowie den Einsatz „Grüner Technologien“ und schonender Verfahren in seinem „innovativen Biomasse-Heizkraftwerk“, mit dem die Stadt bereits 2001 als erste deutsche Kommune das Klimaschutzziel aus dem Kyoto-Protokoll erreicht habe. 2020 erreichte die Stadt Pfaffenhofen a. d. Ilm beim Deutschen Nachhaltigkeitspreis in der Kategorie „Städte mittlerer Größe“ eine Platzierung unter den besten drei.

## Persönlichkeiten

### Söhne und Töchter der Stadt
- Johann Schirmbeck (1618–1675), Jesuit, Rektor Universität Fribourg (Schweiz) und Dillingen
- Karl Schmidhammer (1657–1724), Prior des Klosters Altomünster
- Placidus Maria Pichler (1722–1796), Benediktiner und Organist
- Georg Feldmayr (1756–1834), Musiker und Komponist
- Gabriel Knogler (1759–1838), Benediktinermönch, Naturforscher und Politiker
- Franz Xaver Lettner (1760–1839), Pfarrer, Musiker und Komponist
- Peter Philipp Wolf (1761–1808), Historiker, Journalist, Verleger und Aufklärer
- Ludwig Achleitner (1799–1873), Kirchenmusiker, Organist, Dirigent und Komponist
- Joseph Edmund Woerl (1803–1865), Kartograph und Geograph
- Adolf Kraft (1869–1909), Konditor und Fotograf
- Hans Demmelmeier (1887–1973), Politiker
- Joseph Maria Lutz (1893–1972), Schriftsteller und Dichter
- Gustav Hundt (1894–um 1945), Offizier, Generalleutnant
- Wilhelm Wohlgemuth (1900–1978), Politiker (NSDAP), Oberbürgermeister von Aschaffenburg
- Friedrich Franz Bauer (1903–1972), Fotograf
- Fritz Schleifer (1903–1977), Graphiker und Architekt am Bauhaus in Weimar
- Georg Hipp (1905–1967), Gründer der Firma Hipp Babynahrung
- Hanns Stock (1908–1966), Ägyptologe
- Max Pöschl (1909–1990), Leichtathlet und Mediziner
- Anton Thumann (1912–1946), SS-Obersturmführer und Schutzhaftlagerführer
- Lothar Schätzl (1914–2006), Künstler und Kunsterzieher
- Michael P. Weingartner (1917–1996), Kunst- und Kirchenmaler
- Georg Schmuttermayr (1932–2017), katholischer Theologe
- Volker Koop (1945–2022), Publizist, Historiker und Journalist
- Herbert Klee (1946–2023), Karikaturist, Zeichner und Maler
- Heinz D. Kurz (* 1946), deutsch-österreichischer Ökonom
- Helga Müller-Molinari (* 1948), Opernsängerin
- Gerhard Weinberger (* 1948), Organist und Professor
- Gerhard Dick (* 1949), Germanist, Schriftsteller und Lehrer
- Klaus Heller (* 1952), Autor und Verleger, Fallschirmspringer, Freifallkameramann, Base-Jumper
- Gabriele Schuster (1956–2017), Richterin am Bundesgerichtshof
- Martin Wolf (* 1956), Politiker, Landrat des Landkreises Pfaffenhofen a.d.Ilm
- Auwi Geyer (* 1957), Musiker, Leiter der Musikschule Pfaffenhofen
- Ingrid Burgstaller (* 1960), Architektin
- Jürgen Fuchs (* 1965), Motorradrennfahrer
- Angela Schrott (* 1965), Romanistin
- Andreas Altenburg (* 1969), Rundfunk-Moderator
- Bernd Pichler (* 1969), Elektroingenieur und Professor
- Steffen Kopetzky (* 1971), Schriftsteller
- Nico Bleutge (* 1972), Schriftsteller
- Christoph Ruckhäberle (* 1972), Maler
- Andrea Otto (1975–2022), Hörfunk- und Fernsehmoderatorin
- Armin Selbitschka (* 1975), Sinologe
- Laura Maire (* 1979), Schauspielerin
- Bernhard Knorn (* 1980), römisch-katholischer Theologe und Dogmatiker
- Charlie Huber (* 1988), deutsch-neuseeländischer Eishockeyspieler
- Christian Moser (* 1989), Politiker
- Michael Hefele (* 1990), Fußballspieler und -trainer
- Benedikt Paulun (* 1990), Schauspieler
- Michael Kornas (* 1992), Jazzmusiker
- Markus Ponath (* 2001), Fußballspieler
- Jonas Bauer (* 2003), Fußballspieler